# Monasterios en España

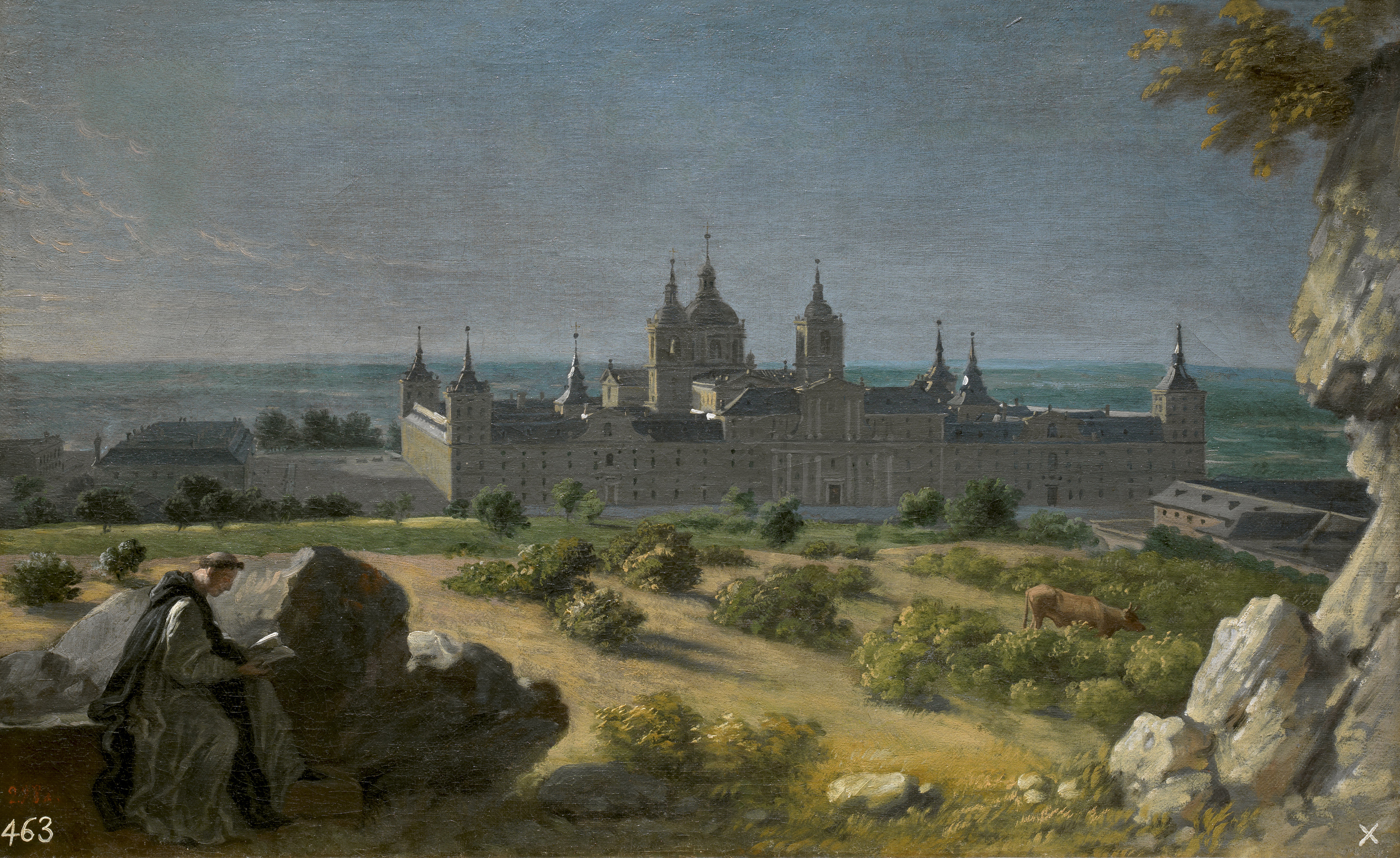
El Real Monasterio de San Lorenzo de El Escorial. Mandado construir por Felipe II de España para conmemorar la victoria en la batalla de San Quintín, ocurrida el 10 de agosto, día de San Lorenzo mártir. El monasterio se le dedicó a este santo y su planta posee la forma del atributo del santo, la parrilla. Es el monasterio más grande e importante de España y poseía también las funciones de palacio y templo.

Los monasterios en España constituyen un rico patrimonio histórico, artístico y cultural de este país. Son testimonio de su propia historia religiosa y de la historia político-militar tanto en la Edad Media como en tiempos anteriores, con la llegada y asentamiento de los visigodos. Los monasterios tuvieron un papel importante en la repoblación llevada a cabo por los distintos reyes y condes cristianos tras el avance de la Reconquista y el consiguiente retroceso de los musulmanes hacia el sur de la península.
Su presencia en la península data de los primeros siglos del cristianismo, cuando la primitiva vida eremítica dio lugar a la formación de comunidades religiosas y a la construcción de pequeños monasterios hispanos en los siglos VI y VII. Durante la repoblación, muchos de estos edificios evolucionaron, o incluso fueron levantados de nueva planta, hacia un estilo que tradicionalmente viene llamándose mozárabe.
La segunda fase se desarrolló con la llegada de los benedictinos de Cluny, ya en época de la Reconquista y a partir de ese momento fueron evolucionando o cambiando, de acuerdo con las nuevas órdenes: císter, órdenes militares, premostratenses, cartujos, jerónimos, agustinos, camaldulenses y mendicantes. En el siglo XVII tuvo lugar una eclosión de conventos situados o muy cerca o dentro de la ciudad.
Desde la actual Cataluña hasta Galicia fueron apareciendo conjuntos monasteriales de diversas dimensiones que se transformarían unos en edificios más importantes y consistentes y otros serían abandonados o destruidos. La mayor parte de los monasterios en España están distribuidos en la mitad norte en consonancia con el discurrir histórico de la zona en la Edad Media. Son mucho menos numerosos en el sur, Andalucía y Canarias.
La creación de monasterios durante la Edad Media fue primordial desde un punto de vista social y cultural así como para la repoblación. Supuso un gran avance en la agricultura y surgieron poblamientos en derredor de los grandes edificios. También se beneficiaron el arte y la cultura.
Otro factor importante a tener en cuenta para la construcción de monasterios en España fue el Camino de Santiago, a lo largo del cual fueron surgiendo estas instituciones religiosas cuyo principal objetivo fue la ayuda al peregrino.

## Características y evolución del monasterio en España

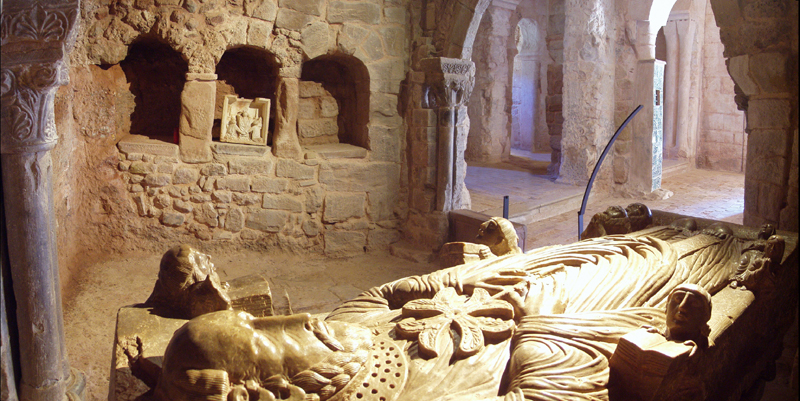
Cenotafio de San Millán..

La primera referencia a un monasterio en España la hace San Agustín en 398 en una carta dirigida al abad del Monasterio de Cabrera. En 410, el monje Baquiario utilizó por primera vez la palabra monasterio en un texto escrito en Hispania. Él como monje y Egeria o Eteria como monja (quizá más propiamente una virgen consagrada) serían los primeros monjes hispanos de nombre conocido.
Los primeros monasterios surgieron en el siglo IV y fueron humildes edificaciones levantadas a la sombra de santuarios o de enterramientos de mártires locales muy queridos. Muchos de estos monasterios eran trogloditas, pues los ermitaños o eremitas (los primeros monjes) preferían vivir en cuevas que habilitaban como alojamiento u oratorio. Tal es el origen del monasterio de San Millán de la Cogolla, que conserva tanto las grutas donde habitó el santo Aemilianus o Millán como la que sirvió de oratorio. En las cuevas del entorno habitaban sus discípulos. La práctica de vivir el alejamiento del mundo en soledad fue transformándose por la agrupación de monjes en cenobios, que aunque vivieran en comunidad, mantenían sus prácticas ascéticas, y la localización en un lugar despoblado (en desierto).
El éxito cuantitativo del monacato en la época visigótica llevó a no pocos enfrentamientos con el clero secular, y sus disputas llegaron hasta los Concilios de Toledo. Buena parte de ello provenía de las ventajas sociales y económicas que proporcionaban los privilegios de la vida monástica. En algunos casos, como en la zona de El Bierzo se crearon monasterios que acogían a familias enteras como Compludo y el Monasterium Ruphianensi, que fueron fundaciones de Fructuoso (y se han llegado a llamar la Tebaida berciana), que tenían más bien el aspecto de verdaderas aldeas. En otras zonas, como la Bética, no hubo monasterios mixtos y se separaron por sexos. Algunas fuentes también atribuyen a los rasgos más extremos del movimiento eremítico, sobre todo en zonas como Burgos, Álava y Logroño, rasgos de protesta social, en paralelismo con otros movimientos religiosos como la herejía priscilianista, que pervivió en algunas zonas (Galicia) hasta el siglo VI.

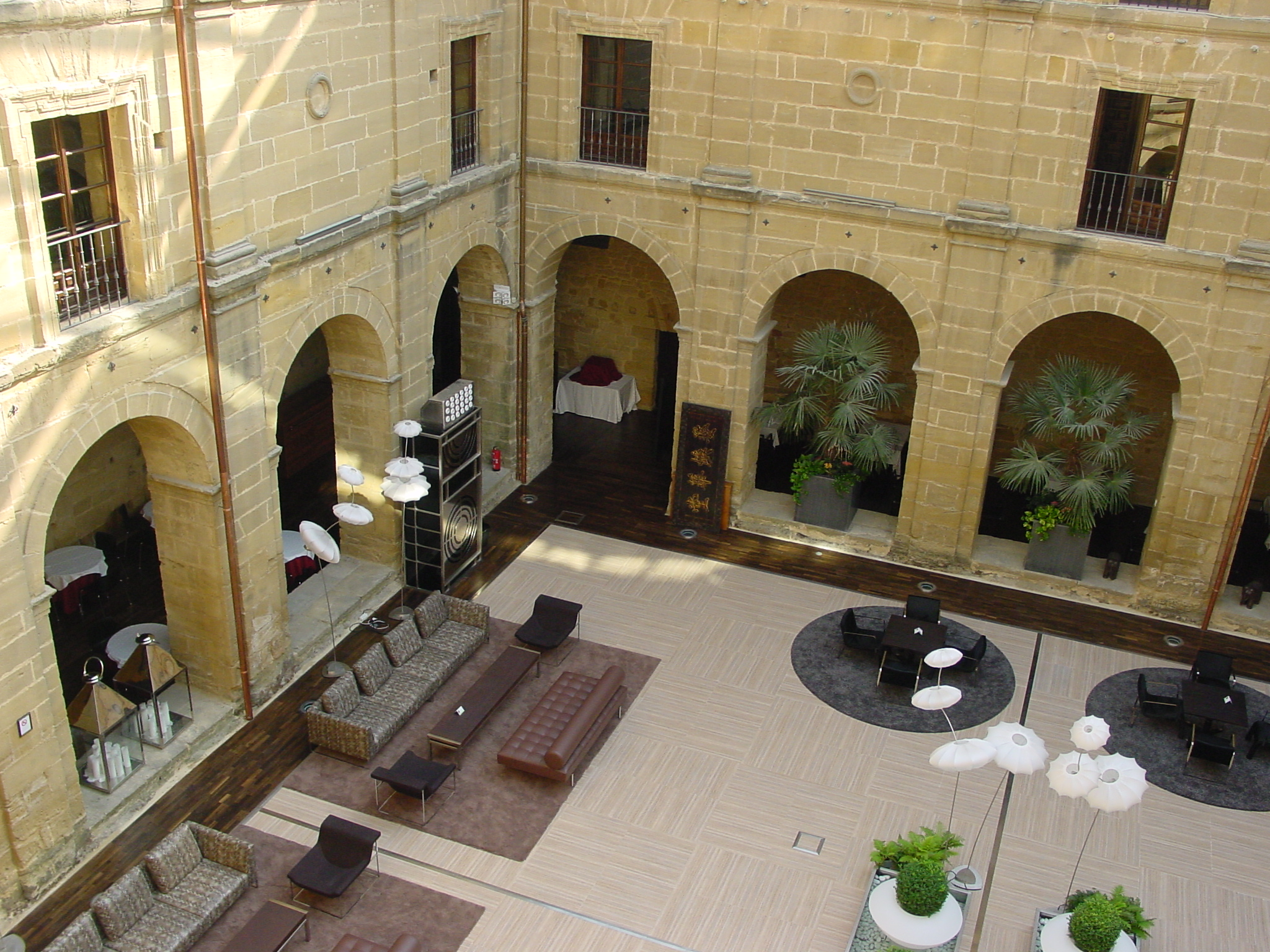
Ex-convento de San Agustín en Haro, convertido en hotel de lujo

En los siglos siguientes surgieron los monasterios hispanos y los monasterios de repoblación, con sus características propias dentro de una necesidad y un arte puramente hispano. Con el románico y la llegada de los monjes de Cluny (siglo XI), de la orden de San Benito y observadores de su regla, el conjunto monástico tomó nueva forma y se hizo mucho más importante e influyente. Apareció el claustro por antonomasia y los edificios que se levantaron fueron de grandes proporciones. Muchos de estos conjuntos han llegado hasta nuestros días (año 2007) en mejor o peor estado, aunque muchos de ellos sirvan para otros usos ajenos al monacato. El papel político de los cluniacenses y su vinculación con las monarquías y las casas nobles fue decisivo para la europeización de los reinos cristianos peninsulares y la conformación de la sociedad feudal. En cuanto al papel social y económico de los monasterios benedictinos, las interpretaciones materialistas clásicas -para las que serían un señor feudal más- están siendo matizadas por la historiografía más reciente, que estudia muchos más aspectos, como su inclusión en redes clientelares más complejas y sus funciones de todo tipo (ideológico, jurídico, institucional ...), con ayuda de la metodología de la antropología cultural y la microhistoria.
Tras el impulso de Cluny llegaron los cistercienses con nuevas fábricas y sus reformas, así como los cartujos, y en el siglo XIII los franciscanos y dominicos, a los que se añadirían los premostratenses y jesuitas. De todos ellos se conservan bastantes muestras monacales. Durante los siglos XVI y XVII fueron muy numerosos los monasterios y conventos femeninos.

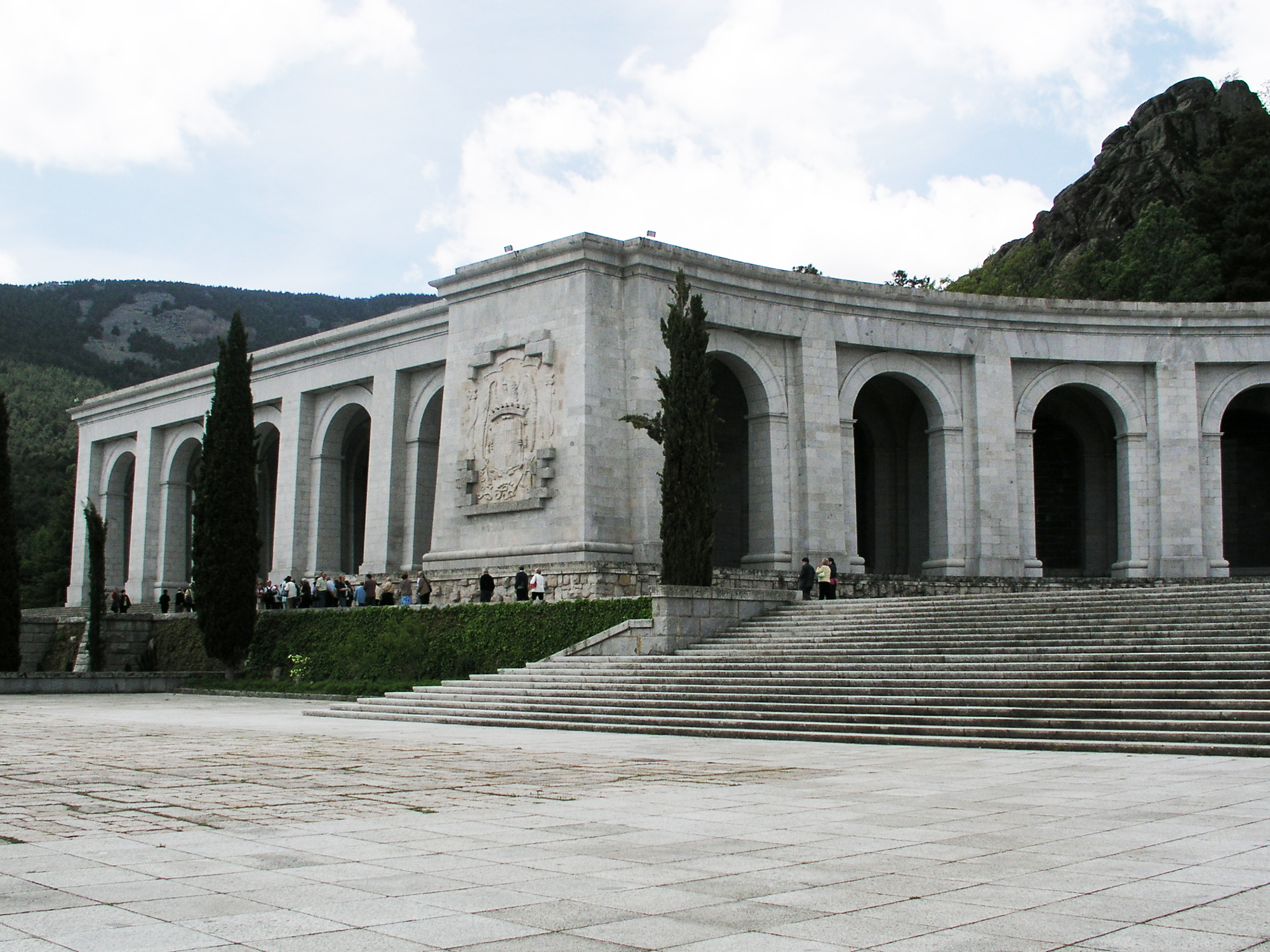
Monasterio del Valle de los Caídos.

Los últimos monasterios fundados y construidos en España fueron:
- Monasterio de Santa María de Viaceli (Cóbreces, Cantabria), impulsado y patrocinado por los hermanos Manuel y Antonio Bernaldo de Quirós y Pomar como fundación cisterciense en 1909
- Monasterio femenino de San Lorenzo en Oñate, Guipúzcoa, en 1928
- Monasterio del Valle de los Caídos (abadía de la Santa Cruz del Valle de los Caídos), 1940-1958, bajo proyecto de Pedro Muguruza y Diego Méndez.
- Casa de Espiritualidad de los Padres Dominicos (Caleruega, Burgos), 1952.
- Monasterio del Rollo (o monasterio de la Purísima Concepción), en Salamanca 1961, cuyo autor fue el arquitecto Antonio Fernández Alba.
- Monasterio de Santa María de las Escalonias (Hornachuelos, Córdoba), 1986

### Fundaciones

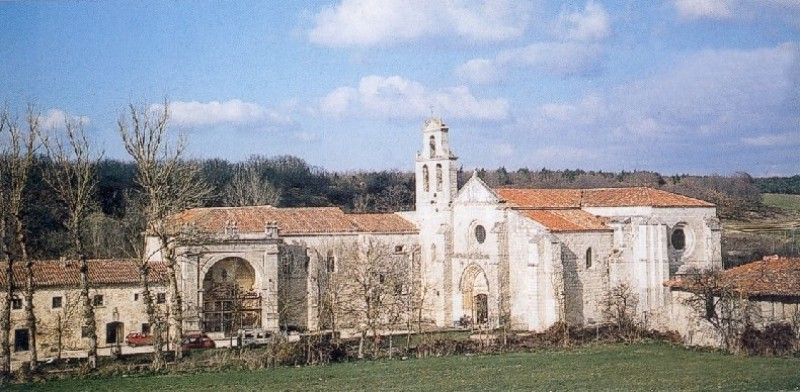
San Juan de Ortega.

A lo largo de la historia los monasterios fueron fundados principalmente por reyes, obispos o nobles. Las razones de cualquiera de ellos para fundar un monasterio podían ser su propio interés, con el fin de reservar allí un enterramiento, lo cual supondría el rezo perpetuo de los monjes por la salvación de su alma; o también para dar cobijo a una princesa viuda, soltera o bastarda, en el caso de los reyes. A veces el motivo de fundación o de protección de un determinado monasterio se debía a razones políticas o de guerra ya que muchos de ellos se situaron en lugares fronterizos de Castilla con León o con Navarra, como fue el caso del monasterio de Matallana (en la provincia de Valladolid), situado en la frontera castellano-leonesa, o el de Bujedo en la frontera castellano-navarra. Los obispos tuvieron también gran interés en la construcción de un monasterio sobre el que ejercer su autoridad, especialmente en el periodo feudal lo que garantizaba territorio e ingresos; la nobleza tenía un afán en la salvación de su alma y la de su familia, además de demostrar su gran influencia política y su gran poder al patrocinar una de estas grandes obras. Los votos monásticos (pobreza, castidad y obediencia) hacían particularmente adecuado el destino monástico de los hijos segundones, con independencia de la sinceridad o no de su vocación, que de este modo no disputaban la herencia de los primogénitos, manteniendo indivisos los patrimonios (institución del mayorazgo). Esta estrecha identificación entre clero y nobleza, ambos estamentos privilegiados, pervivió como un fenómeno de larga duración durante toda la Edad Media y la Edad Moderna hasta el final del Antiguo Régimen.
Hay otros monasterios que van surgiendo por sí solos, a partir de un oratorio alrededor del cual se va formando una comunidad. Es el caso del monasterio de San Juan de Ortega que en su origen fue un humilde oratorio fundado por este santo para guardar las reliquias de San Nicolás de Bari y que la llegada de más gentes para cuidar el lugar hizo que se formara una comunidad con la necesidad de levantar las dependencias de un monasterio. O a partir de anacoretas, en algunos casos dúplices, que se dejaban guiar por alguna regla, como el Real Monasterio de Santa María de Vallbona (Vallbona de les Monges); el monasterio de Santo Domingo de Ocaña (Toledo) del siglo XVI tiene la particularidad de haber sido fundado por un vecino que quería tener cerca a los predicadores.
Hay fundaciones recientes (del siglo XX) cuyo destino está muy claro desde el origen, como es el monasterio o Casa de espiritualidad de los Padres Dominicos de Caleruega (Burgos), de 1952, destinado para convento-universidad-casa de espiritualidad. En este campo de la enseñanza se puede incluir también el monasterio de Nuestra Señora de los Ángeles de Palma de Mallorca, de 1914, concebido como Seminario mayor, Casa Noviciado, Colegio y Centro ecuménico que prestan habitualmente a los Protestantes Evangélicos Luteranos Alemanes.

### Los primeros monasterios españoles
Durante los siglos VI y VII la cultura hispano visigoda se manifestó en una riqueza monacal donde aun florecía la tradición antigua y donde los propios monjes hispanos redactaban las reglas de convivencia monástica. Surgen en este periodo gran cantidad de monasterios.
En algunas fuentes se considera al Monasterio de San Victoriano de Asán (Sobrarbe, provincia de Huesca) como el primer monasterio fundado en España, aunque más probablemente, dada la existencia de referencias a monasterios anteriores, lo que pueda decirse con más seguridad es que sea la primera fundación a iniciativa real: la del rey visigodo Gesaleico en el 506. Otras se debieron a los suevos, en la zona noroccidental, con la actividad de San Martín de Dumio, procedente de Panonia. Otros santos fundadores, como San Donato, vinieron de África a Játiva. San Fructuoso de Braga, a principios del siglo VII fundó el monasterio de Compludo y otras veinte fundaciones desde Galicia hasta la Bética. En el mismo siglo, San Leandro y su hermano San Isidoro compusieron sus propias reglas monásticas.
Morfológicamente, en los monasterios hispanos se distinguen claramente dos conceptos:
- Clausura del conjunto, que es denominada con el nombre de claustra[16]
- Dependencias claustrales, denominadas domus.

La claustra era un cerramiento exterior que aislaba y protegía el edificio monacal, algo muy importante para la vida religiosa que se pretendía cultivar. En uno de los capítulos de la regla de San Isidoro se dice:

«La fábrica del monasterio solamente tendrá en su recinto una sola puerta y un solo postigo para salir al huerto.»

Aconseja luego que la ciudad quede alejada y que se respete ante todo la clausura. Para ello sugiere construir un cerramiento o tapia para las dependencias monásticas y otro que incluya el huerto. Este primer cerramiento es el llamado claustral o claustra.
El segundo concepto es el referido al domus, es decir, el conjunto de casas que constituyen el monasterio. Dentro del domus, los documentos hacen referencia a dos lugares distintos: domus domorum, es decir la casa por excelencia, o sea, la iglesia, y domus maior, que es el pabellón de monjes y que servía de dormitorio y para uso de la vida en comunidad. Según los comentarios que se conservan, la domus maior debía ser una dependencia de gran calidad arquitectónica y gran tamaño, que solía situarse junto a la iglesia, a la altura del atrio.
En el conjunto del domus se encontraban también otras dependencias necesarias como la cilla, la enfermería, la celda de castigo, el noviciado, la portería, etc. Lo que siglos más tarde (con la orden de los benedictinos) se llamará sala capitular, en estos monasterios hispanos recibe el nombre de sala de conferencia. Se habla mucho de este espacio y su utilidad en los documentos pero no se sabe a ciencia cierta dónde estaba ubicada. Se sabe que para asuntos menores los monjes se reunían en el coro.
La documentación sobre los monasterios hispanos es bastante abundante y descriptiva. Sin embargo solo algunas iglesias del conjunto monacal se han conservado; el resto del recinto está perdido y las pocas investigaciones arqueológicas que hay no dan resultados concluyentes.

### Monasterios de repoblación
Son aquellos monasterios que surgieron a partir del siglo X en tierras de repoblación, lo que había sido hasta el momento zonas yermas, tierra de nadie, lugares abandonados de la cuenca del Duero y tierras del Bierzo, en León. Podía tratarse de edificios de nueva planta o bien iglesitas anteriores medio derruidas y descuidadas que los nuevos monjes transformaban y completaban con las dependencias monacales. Estos núcleos despoblados no lo estaban en muchos casos en un cien por cien sino que a veces se encontraban habitados por pequeños grupos, pastores o agricultores, apegados a su tierra.
Los monjes que fueron levantando este tipo de monasterio procedían tanto del sur (sobre todo de Córdoba, en un momento de persecuciones a los cristianos en esa ciudad) como del norte, aportando unos y otros las influencias del lugar de procedencia, pero sin olvidar las formas tradicionales hispano-godas. El patrimonio arquitectónico que sobrevivió casi dos siglos a pesar del abandono será restaurado por estas gentes repobladoras. Las tierras del Valle del Duero serán testigos del resurgir de una arquitectura neovisigótica durante los siglos X y XI, mientras que las tierras catalanas entrarán en el año 1000 en el primer románico. Tal es el testimonio que dan las pequeñas iglesias, único resto de los monasterios de esa época que han llegado hasta nuestros días.
Muchas de estas construcciones aprovecharán antiguas edificaciones religiosas del periodo visigodo y, también, mezquitas, sobre todo en Aragón primero y, más tarde, Andalucía.

#### Elementos constructivos y ornamentales
Casi todos los edificios de esta época tienen bastante en común, así pues se puede hacer una descripción generalizada de los elementos de construcción y de la ornamentación.
Materiales empleados. Los principales son el mampuesto, la piedra y la madera. Los muros se levantan o bien en mampostería o bien en grandes hiladas de sillares escuadrados. Esto último es propio de los lugares que tienen canteras próximas. Donde existe la pizarra se suele emplear este material. En el trabajo en mampostería, en muchos casos se refuerzan las esquinas y los vanos de las ventanas con grandes sillares bien trabajados.
Bóvedas, cubiertas, arcos y columnas. La tendencia y el ideal de los constructores era cubrir todos los espacios con bóveda pétrea de cañón, pero no siempre se podía hacer así, en unos casos por lo costoso de la obra, en otros por dificultades técnicas. Muy pocos monumentos consiguieron cubrir todas sus zonas con bóveda, siendo lo normal abovedar solamente los ábsides y cubrir el resto de las naves con armadura de madera. No obstante en las iglesias pequeñas se procuraba el abovedamiento aunque se emplearan materiales pobres con piedra de toba mezclada con ladrillo y mampostería.
El perfil de los cañones de las bóvedas se hacía en arco de herradura siguiendo la tradición de la arquitectura asturiana (con ascendencia en el arte visigodo) y en algunos casos siguiendo el influjo de los mozárabes cordobeses. La gran influencia sobre estos edificios del arte cordobés se manifiesta en las bóvedas de nervios.

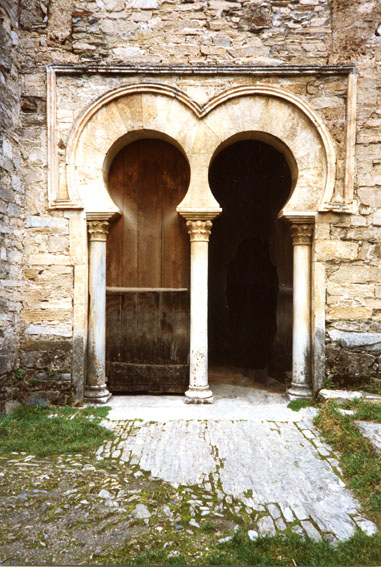
Detalle de la Iglesia de Santiago de Peñalba. Ejemplo de arcos mozárabes y alfiz.

El arco más empleado es el de herradura que convive con el de medio punto. El arco de herradura mozárabe se diferencia del asturiano y del islámico en ser más peraltado (se cierra a ²/³ del radio). A veces ese peralte varía en un mismo edificio, como ocurre en San Miguel de Escalada.
Las columnas son siempre aprovechadas de otros edificios, generalmente romanos. Su descubrimiento por parte de los constructores, apropiación y acarreo supone un hecho usual y de gran conveniencia. A veces proceden de lugares muy alejados de su destino final. Muchos de los capiteles son también reutilizados; los elaborados expresamente para el edificio siguen una tradición corintia con la característica del dibujo trenzado del collarino (como el sogueado asturiano).
En cuanto a la escultura ornamental, no alcanzó un gran desarrollo. Los aleros, muy volados, estaban copiosamente adornados, así como los vanos de las ventanas que se llenaban con hermosas celosías de piedra. Muchas veces las puertas y ventanas estaban enmarcadas con alfiz. Sin embargo son muy numerosos los epígrafes a modo de decoración paramental; los hay de todo tipo; funerarios, de consagración, fundacionales, etc. Están escritos con buena caligrafía y sobre una base de buen material, generalmente mármol.

#### La pintura
La pintura constituía siempre el acabado del edificio. Una iglesia no se consideraba concluida si no se habían pintado sus muros tanto en el interior como en el exterior. Pocos rastros de pintura se han mantenido a través de los siglos ya que, por un lado es el elemento decorativo que menos resiste el paso del tiempo y por otro, los arquitectos restauradores del siglo XIX pusieron de moda el lavado de cara, respetando tan solo en algunos casos la poca pintura mural historiada. Si los exteriores estaban enlucidos eran raspados hasta hacer aparecer la piedra o el ladrillo o la mampostería. Esta moda continuó a lo largo del siglo XX y continúa en el siglo XXI.
Los edificios se cubrían pues con una determinada tonalidad y luego se daban colores diversos sobre los distintos detalles (arcos, molduras, capiteles, impostas). Se sabe que la Iglesia de Santiago de Peñalba tuvo un zócalo pintado de color rojo, de 73 cm de altura, tanto en el exterior como en el interior.

#### Disposición geográfica de algunos de los monasterios de repoblación

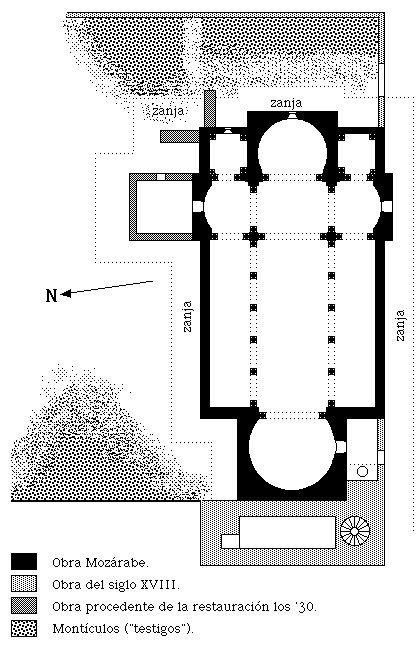
Plano de San Cebrián de Mazote.

- Monasterio de San Miguel de Escalada, en la provincia de León, fundado por el abad Alfonso que llegó de Córdoba; existía en tiempos de Alfonso III un antiguo templo dedicado a San Miguel. El monasterio fue consagrado en el 913 por el obispo Genadio de Astorga.
- Monasterio de San Cebrián de Mazote, en la localidad vallisoletana de San Cebrián de Mazote, fundado en tiempos de Ordoño II por unos monjes venidos de Córdoba.
- Monasterio de San Román de Hornija. Se sabe por los documentos que Chindasvinto murió en 653 y fue sepultado en un monasterio que ya existía en este lugar. En el siglo XII ya era un priorato del monasterio de San Pedro de Montes en la comarca de El Bierzo (León).

### Cluny en España

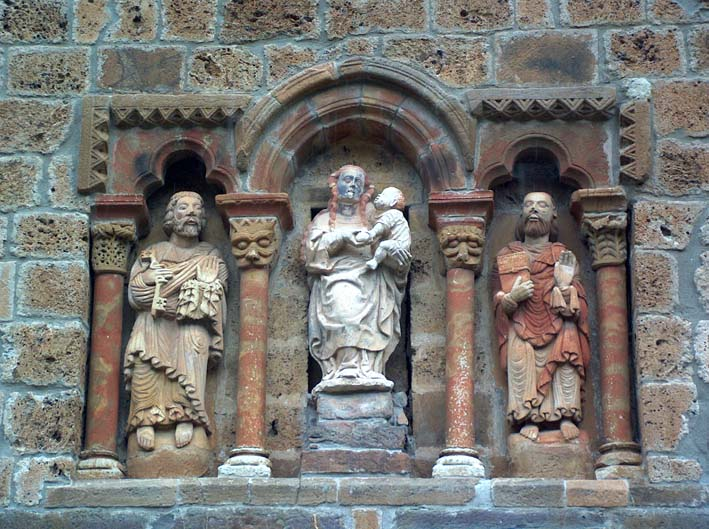
Portada de la iglesia de Santa María de Piasca (Cantabria), uno de los prioratos más importantes al servicio del monasterio cluniacense de Sahagún.

En Cataluña el abad Oliba tuvo gran relación con la abadía de Cluny, pero no pasó de ser una relación de tipo espiritual sin que hubiera vínculos jurídicos de ninguna clase. Por mediación de este abad, el rey Sancho III de Navarra estableció relaciones con el abad San Odilón de Cluny y una de las consecuencias inmediatas fue poner al frente del monasterio de San Juan de la Peña a un abad procedente de Cluny en el año 1028. A partir de ese hecho, la influencia cluniacense se extendió por los monasterios que estaban en los dominios de Sancho III. El vínculo espiritual y la relación con la abadía de Cluny continúa con los descendientes de Sancho III hasta llegar al reinado del rey Alfonso VI con quien la relación pasa de ser puramente espiritual y de simpatía a tener también fuertes vínculos  económicos y una gran influencia política y religiosa. El monasterio de Sahagún en León fue de gran importancia y autoridad, el mayor propagador de la observancia cluniacense en la península. Alfonso VI lo convirtió en centro de Cluny en la penùinsula y se hizo su protector. Se llamó “La Cluny española”, siendo la abadía más poderosa de los reinos de León y Castilla, de la que dependían cerca de 100 monasterios. Fue dueña de tierras que iban desde el mar Cantábrico hasta el río Duero. En cuanto a su aspecto cultural, fue el centro más importante de lo que hoy es España durante los siglos XI y XII.

### El Císter en España

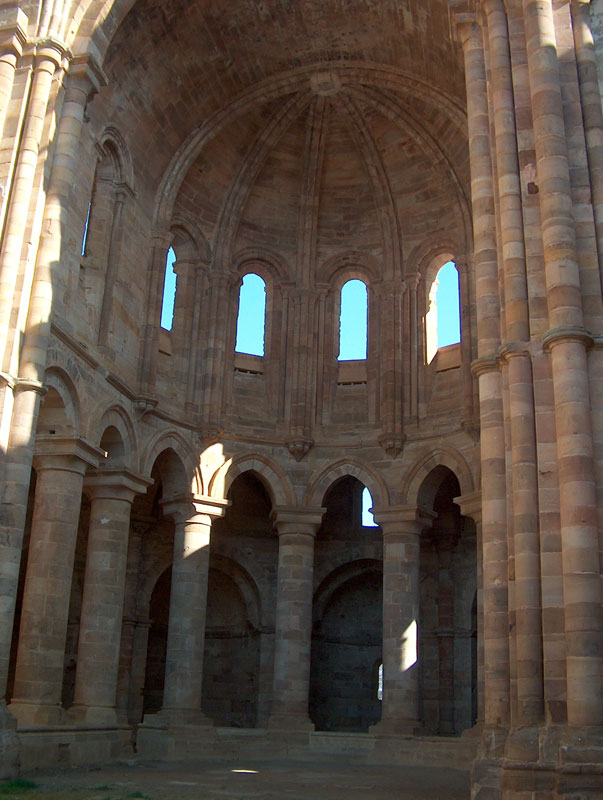
Monasterio de Moreruela.

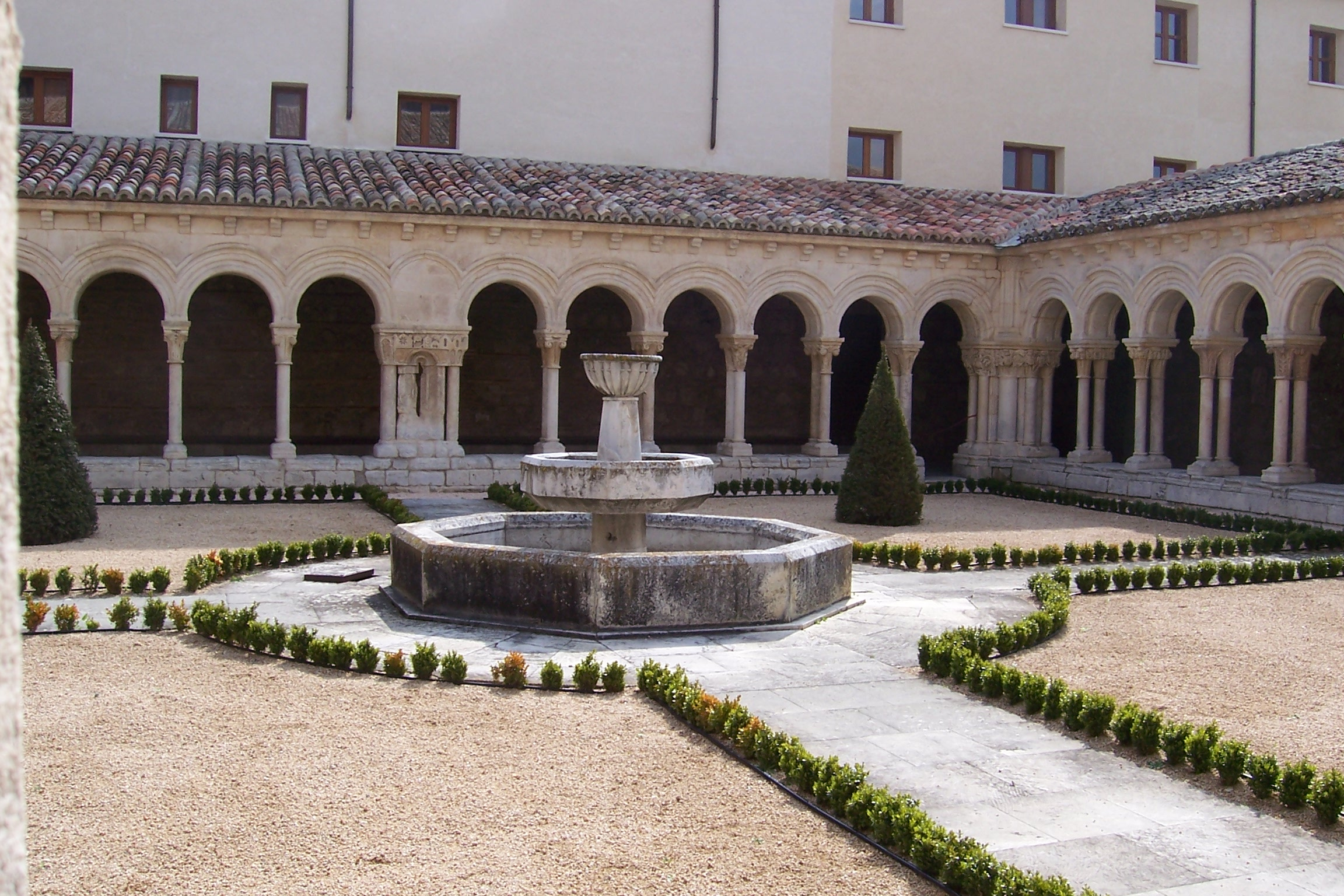
Claustro de las Huelgas Reales de Burgos.

El Monasterio de Santa María la Real de Fitero fue el primer enclave cisterciense en el territorio de la península ibérica, fundado en 1140 por Raimundo de Fitero (también fundador de la Orden de Calatrava en 1158) durante el reinado de Alfonso VII, seguido por el de Santa María de Sobrado, 1142, (en Sobrado dos Monxes, La Coruña) y por el monasterio de Poblet (1150) en tierras catalanas, patrocinado por el conde Ramón Berenguer IV de Barcelona y que formó parte del gran grupo de abadías cistercienses constituido por Claraval (en el valle de Absinthe, Francia), la Gran Selva (en Languedoc), Fontfreda (cerca de Narbona) y Poblet. El primer monasterio femenino fue el de Santa María de la Caridad de Tulebras (Navarra). Desde este monasterio partieron las monjas fundadoras de los monasterios de Perales (Palencia), de Gradefes, de Cañas (La Rioja), Trasobares en Zaragoza, Vallbona en Lérida y Las Huelgas en Burgos. Los monasterios cistercienses, tanto femeninos como masculinos, se multiplicaron a lo largo de toda la geografía de la península.

### Monasterios de las órdenes mendicantes
Las órdenes mendicantes (también llamadas de predicadores) son las nuevas órdenes que surgieron en los albores del siglo XIII con el nombre de dominicos y franciscanos. Surgieron como respuesta espiritual y necesaria en un momento en que de nuevo las órdenes monacales habían relajado las normas y el comportamiento. Aportaban como novedad su modo de actuación fundamentado en la acción directa hacia los fieles y el sistema de organización que se basaba en división por provincias.
Los conventos o monasterios de estos monjes estuvieron siempre muy cercanos de la ciudad o dentro de ella. También en los caminos (especialmente en el Camino de Santiago) donde ofrecían asistencia y caridad a los viajeros.
El complejo de edificios monásticos va a la par con el modelo de monasterio ya usual, sin embargo ofrece en la mayoría de los casos ciertas diferencias de acuerdo con las necesidades y el trabajo de estos monjes. Muchas de las fundaciones se hicieron aprovechando donaciones de casas que se adaptaban más o menos para la vida en comunidad. Las iglesias se hicieron de nueva planta (o en algunos casos ampliando alguna ermita o humilladero ya existentes), con características propias. Una de las mayores exigencias a la hora de construir era la acústica, pues los sermones y pláticas con los fieles eran práctica habitual. Casi siempre la iglesia se dividía en dos partes, una para el vulgo y otra para la clausura de monjes. Estas iglesias no aportaron un estilo propio sino que se adaptaron a la moda del momento y a las necesidades geográficas. Otra de las características era el reducido número de capillas en la cabecera, en contraste con las iglesias del Císter. Esto se debe a que la normativa no obligaba a decir misa diaria a cada monje, sino todo lo contrario. Francisco de Asís dice en el Capítulo General:

«En los lugares donde moran los frailes se ha de celebrar una sola misa al día [...] mas si en algún lugar hubiere muchos sacerdotes, con amor de caridad el uno esté contento oyendo la misa del otro.»

En cuanto a la construcción se caracteriza por los materiales pobres, fachada severa sin apenas esculturas; el ábside suele ser poligonal y en él se abren largos ventanales. Se adaptaron y asimilaron las técnicas y tradiciones constructivas del lugar donde se establece la nueva fundación; por eso las iglesias pueden variar dependiendo de la zona geográfica. En España se dieron dos modelos: edificios con planta de cruz latina y edificios de una sola nave con capillas entre contrafuertes.
En Navarra hubo una gran proliferación de conventos mendicantes durante la monarquía de Champagne, sobre todo con Teobaldo II que se definió como protector y principal patrono. En Castilla y León se hicieron muchos conventos pero la mayor parte llegaron al siglo XXI muy deteriorados.

### Monasterios dúplices
Los monasterios dúplices eran aquellos constituidos conjuntamente por comunidades femeninas y masculinas; en la Alta Edad Media alcanzaron una gran importancia. Estos monasterios tenían su origen en las casas familiares convertidas en cenobios cuando familias enteras decidían acogerse a reglas religiosas y formar una comunidad monacal cuyos miembros pasaban el resto de sus días sin salir de las casas. Fue una especie de moda exaltada y con el tiempo se llegaron a cometer tales faltas y excesos que en múltiples ocasiones recibieron advertencias y regañinas serias por parte de las autoridades religiosas. Incluso se llegó a redactar un texto llamado Regula Communis especialmente estudiado para este tipo de monasterios. Esta regla reformadora dejó también muy claro el aspecto arquitectónico que debían tener: todos los espacios debían ser dobles para que la comunidad femenina estuviera separada de la masculina; solo podían compartir la sala capitular, pero aun así debían ocupar espacios separados. En cuanto a los dormitorios, no solo se ordenaba que estuvieran separados sino bien lejos los unos de los otros.
En un momento dado estos monasterios llegaron a estar oficialmente suprimidos, pero aun así, en el siglo XII, las llamadas monjas tuquinegras convivían en sus monasterios con un gran número de monjes varones que se suponía las protegían y que eran conocidos con el nombre de milites. No se conservan los edificios de estos monasterios pero sí algunas de sus iglesias.

### Monasterios de la órdenes militares

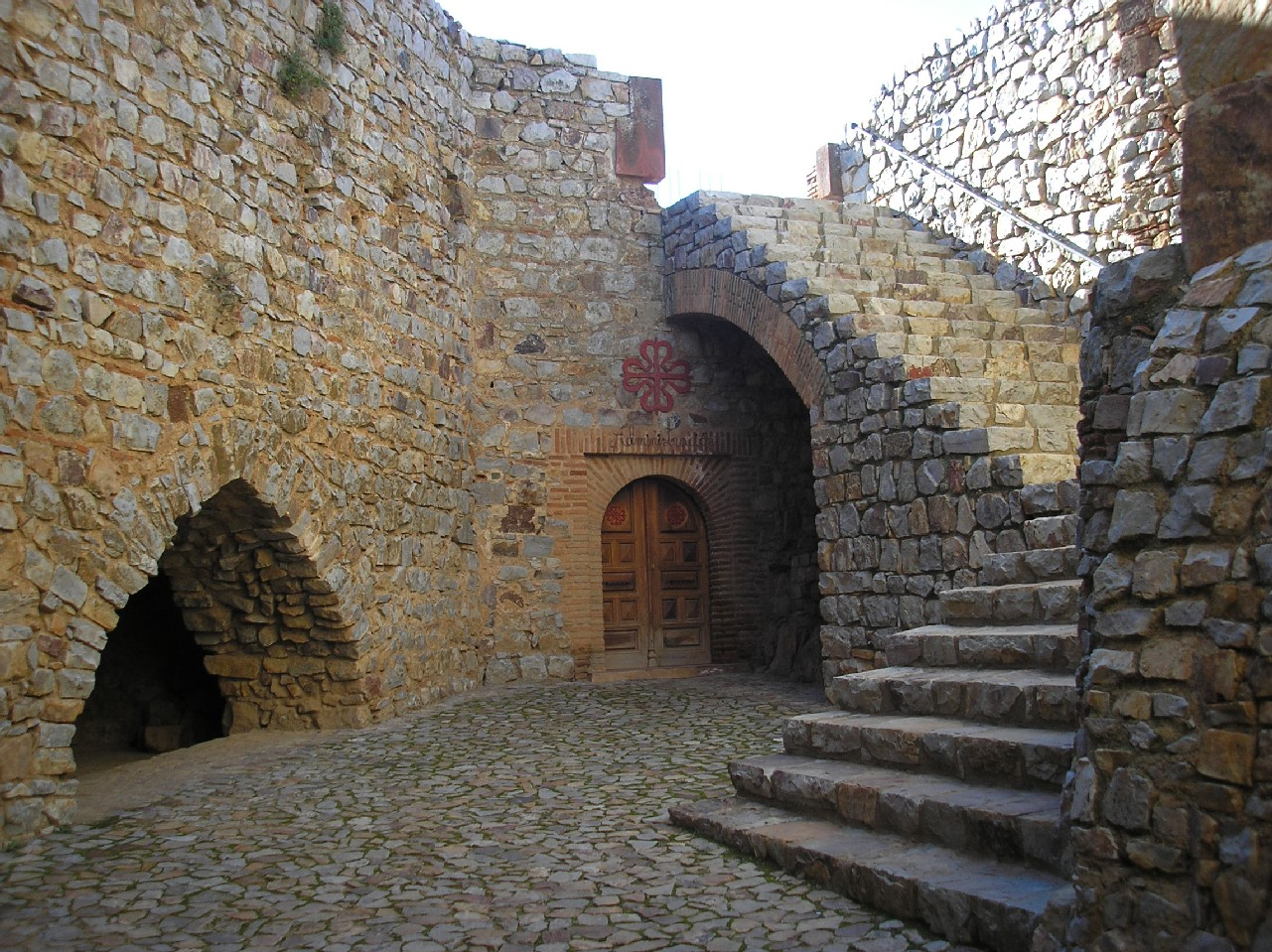
Castillo-convento de Calatrava la Nueva.

Las Órdenes Militares edificaron sus propios monasterios que les sirvieron a la vez como fortaleza de defensa. Seguían una regla monacal y las dependencias de la casa eran como las de los otros monasterios. Una buena referencia de este tipo de monasterio está en el de Calatrava la Nueva, sede de la Orden de Calatrava fundada por el abad de Fitero llamado Raimundo, a instancias del rey Sancho III de Castilla, para proteger la zona recuperada a los musulmanes. Algunas Órdenes como las de Santiago, el Temple y el Santo Sepulcro dedicaron gran parte de su empeño en proteger y cuidar a los peregrinos del Camino de Santiago.
El Monasterio de Uclés (actual provincia de Cuenca) fue desde 1174 la casa central de la Orden de Santiago.
El Castillo de Montesa (actual provincia de Valencia) lo fue de la aragonesa Orden de Montesa.
La Conventual de San Benito de Alcántara lo fue de la Orden de Alcántara.
El Castillo de Ponferrada de la Orden del Temple.

### El monasterio en elCamino de Santiago
A lo largo de todo el Camino de Santiago fueron surgiendo bastantes monasterios, algunos desaparecidos del todo. Lo más característico para el cuidado de los peregrinos fueron los hospitales u hospederías regidos por una pequeña comunidad de monjes pertenecientes a distintas órdenes pero muchos de los monasterios de esta ruta tenían adjuntos sus propios hospitales también. He aquí una relación de los monasterios más importantes de esta ruta:

#### En Huesca
- San Juan de la Peña. Panteón de reyes aragoneses y navarros.

#### En Navarra

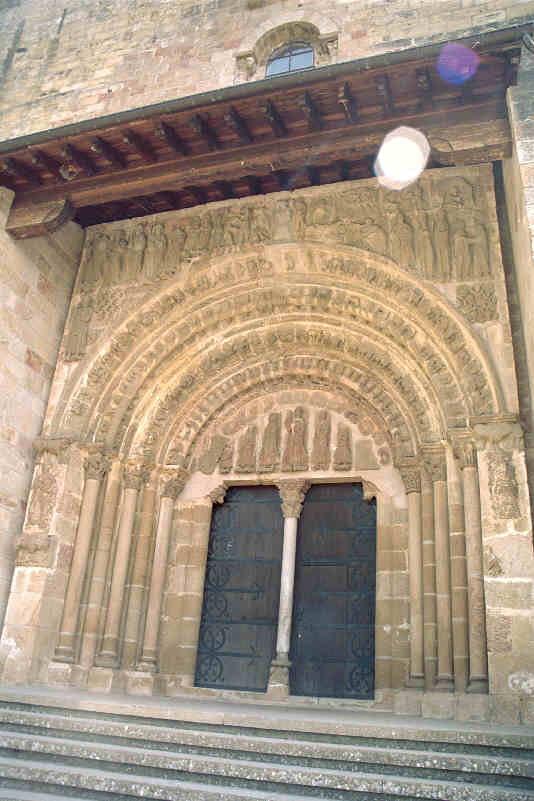
Pórtico del monasterio de Leyre

- Monasterio de Leyre, benedictino, foco impulsor de la Reconquista y refugio de reyes y obispos navarros. Tiene una Hospedería adjunta para los peregrinos.
- Convento de Santo Domingo (Estella), fundación de Teobaldo II de Navarra en 1259.
- Monasterio de Nuestra Señora la Real de Irache, que no está en la misma ruta del Camino sino en una desviación desde Ayegui. Es uno de los monasterios benedictinos navarros más antiguo; su origen puede ser visigodo. Fue un Hospital fundado por García Sánchez III el de Nájera, en 1051. En la actualidad (año 2007) lo regentan los Padres Escolapios.

#### En La Rioja
- Convento de San Antón en Navarrete del que solo quedan ruinas. Está a las afueras como corresponde a estas instituciones.[33]
- Monasterio de Santa María la Real de Nájera, fundado por García Sánchez III de Pamplona, junto con un hospital de peregrinos. Alfonso VI incorporó el monasterio a Cluny en 1079, para promocionar la peregrinación; fue en contra del obispo de Nájera que desde entonces trasladó la sede a Calahorra en señal de protesta. Este monasterio es panteón de los reyes de Navarra. Desde 1895 está regentado por padres franciscanos.
- Monasterio de Cañas (patria de Santo Domingo de Silos). Abadía cisterciense femenina fundada en 1170.

#### En Burgos
- Monasterio de San Félix de Oca en la colina de San Felices cuyo origen data del siglo IX. En 1049 fue anexionado a San Millán de la Cogolla. Según la tradición en este monasterio fue enterrado Diego Porcelos, el fundador de la ciudad de Burgos. Del conjunto monacal solo quedan unas ruinas del ábside de la iglesia.
- Monasterio de San Juan de Ortega. San Juan de Ortega fundó este recinto más como Hospital de peregrinos que como monasterio. En 1170 Alfonso VIII cedió este centro benéfico a la jurisdicción de Burgos y más tarde en 1432 la Iglesia de Burgos puso al frente a la Orden de San Jerónimo.
- Monasterio de San Juan Evangelista, extramuros de Burgos, anterior conjunto hospitalario que Alfonso VI puso en 1091 bajo la protección de la abadía benedictina de Chaise-Dieu en el Haute-Loire, con San Lesmes como prior. Del monasterio se conservan íntegras algunas dependencias (la sala capitular y el claustro), mientras que de la iglesia conventual se mantiene solo la fachada.

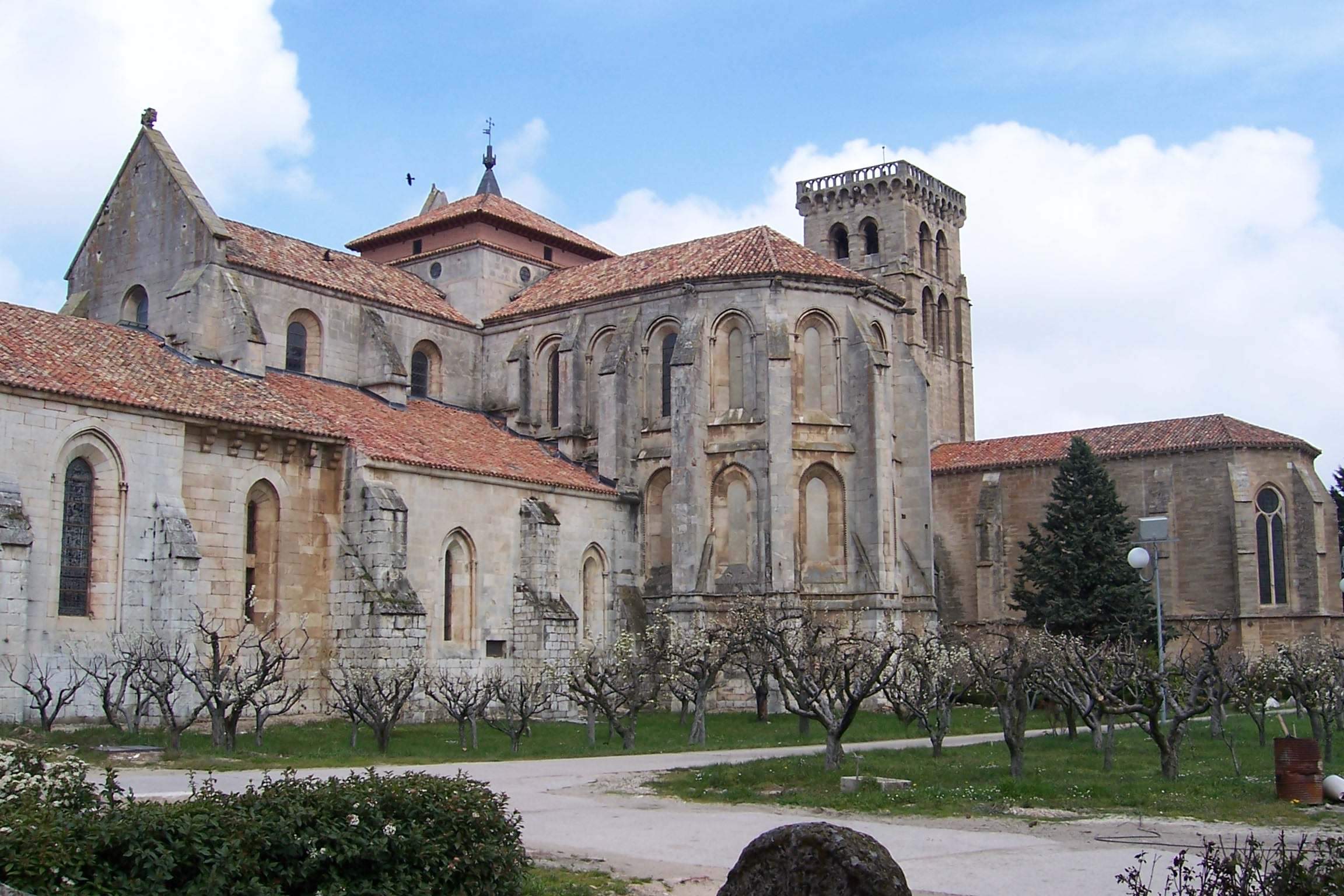
Monasterio de las Huelgas Reales de Burgos

- Monasterio de las Huelgas, que dirigían el Hospital del Rey fundado por Alfonso VI para los peregrinos.
- Monasterio benedictino dependiente de Rocamador con donaciones y privilegios de Alfonso XI de Castilla. Fue fundado para facilitar a los peregrinos el difícil paso desde Hornillos del Camino a Castrojeriz.
- Convento de San Antón de Castrojeriz. Monasterio fundado por Alfonso VII de León en 1146 para la orden de los antonianos de origen francés. Son ruinas del siglo XIV con la particularidad de que la carretera pasa por debajo de un arco gótico quedando a la izquierda la gran portada.[34]
- Monasterio cisterciense que surgió en Castrojeriz junto al Hospital de peregrinos fundado por el conde Nuño Pérez de Lara y su esposa Teresa. Se encontraba junto al puente Fitero (pons Fiteria), sobre el río Pisuerga.

#### En Palencia
- Monasterio benedictino, fundación de la reina Mayor en 1035 en la localidad de Frómista, del cual solo queda la iglesia de San Martín (buen ejemplo del románico del siglo XII).
- Monasterio de Santa Clara (Carrión de los Condes), fundado en el siglo XIII.
- Abadía de Santa María de Benevívere, siglo XII, en Benevívere. Solo quedan ruinas.
- Monasterio de San Zoilo, cruzando el río Carrión desde Carrión de los Condes; gran centro de refugio para peregrinos: allí están los sepulcros de los Infantes de Carrión.
- Monasterio de Santa María de las Tiendas,siglo XI, perteneciente a la orden de Santiago, en la localidad de Tiendas. Quedan vestigios de la iglesia.[35] Con los restos del monasterio se levantó el actual caserío.

#### En León
- Monasterio de San Benito el Real de Sahagún, cluniacense cuyos monjes llegaron en 1080. Fue la principal abadía de todo el territorio peninsular. Llegó a tener sesenta camas para peregrinos en su propio Hospital.
- Monasterio de San Agustín en Mansilla de las Mulas, desaparecido; su único vestigio es el Arco de San Agustín cerca de la calle de Peregrinos.

#### En Lugo
- Monasterio de Samos, benedictino, con refugio propio para peregrinos de alcurnia. El vulgo era alojado en casas aparte dependientes de esta abadía.
- Monasterio de la Magdalena, en Sarria, fundación de dos clérigos italianos de la orden de San Agustín. Está a cargo de padres Mercedarios que son acogedores tradicionales de peregrinos. Su hospital adjunto tuvo fama como hito jacobeo de socorro a los peregrinos.
- Monasterio de Santa María de Loio, en el pequeño núcleo lucense de Loio. De origen eremita, fue restaurado en el siglo IX por el monje Quintilla. Fue la cuna de los Caballeros de Santiago hacia 1170. Casi no quedan vestigios de su primitivo emplazamiento.
- Monasterio de Villar de Donas, pasado el lugar llamado Ligonde; es necesario desviarse del Camino para llegar aquí. En su origen fue un pequeño cenobio de mujeres de la familia de Arias de Monterroso y en 1184 perteneció a la Orden de Santiago. En la actualidad solo queda en pie la iglesia románica que conserva pinturas del siglo XIV.

#### En La Coruña
- Monasterio de San Martín Pinario, en Santiago de Compostela; antiguo monasterio benedictino, actual Seminario Mayor.
- Monasterio de Caaveiro, en las Fragas del Eume.
- Monasterio de Sancti Spiritus (Mellid) situado a la entrada de Mellid frente al Hospital. Solo queda la iglesia románica de Santa María, siglo XII, actual parroquia.
- Convento de Agustinos (Arzúa) con su propio hospital, en la localidad de Arzúa; se conserva su iglesia de la Magdalena y parte de la fábrica del hospital.

### Palacios en los monasterios
El palacio real dentro de esta institución es una de las características del monasterio español.

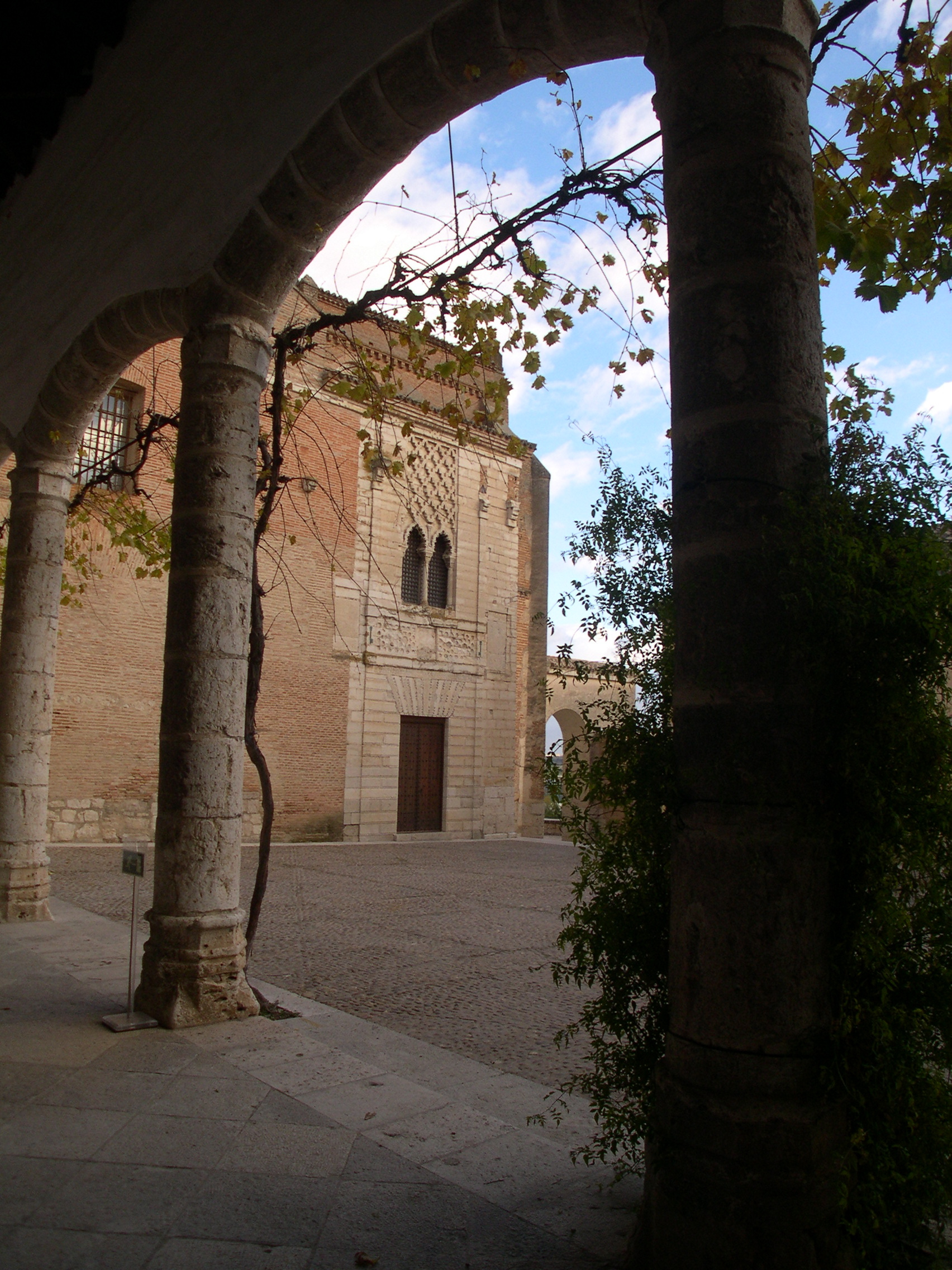
Entrada al real monasterio-palacio en Tordesillas; al fondo la fachada del Palacio Real de Pedro I el Cruel.

A veces los palacios ya construidos se convertían en monasterios por voluntad real. Tal es el caso de Tordesillas, Miraflores y el Paular. En otros ejemplos ocurre que el monasterio ofrece una residencia palaciega al rey o a la nobleza en los tiempos en que se ven obligados a viajar por asuntos referentes a la propia Reconquista o por el hecho concreto de la itinerancia de las cortes castellanas y aragonesas. En algunos monasterios esa residencia palaciega se llega a hacer estable, por lo que se construye una nueva edificación dentro del recinto, como ocurre en los monasterios de Poblet, Carracedo o Yuste. El monasterio de El Escorial fue concebido desde el principio con una arquitectura determinada para cobijar a los monjes y al rey y su corte.

### Monasterios como panteón real o de nobleza
Muchos monasterios españoles fueron erigidos desde el principio con el propósito de albergar los enterramientos de familias reales o de caballeros de la nobleza. Con este fin, los promotores hicieron grandes donaciones de tierras, dinero y hombres. Hay que tener en cuenta que durante la Edad Media y el Renacimiento se consideraba de vital importancia que los monjes mantuvieran en sus oraciones la memoria de los difuntos enterrados cerca de ellos (en las iglesias, claustros, panteones); y no solo se consideraba esto importante para la salvación de las almas sino como vanitas perpetua y recordatorio a las generaciones futuras de lo importantes que ellos fueron. Entre los grandes monasterios considerados como panteones reales o de nobleza se distinguen:
- San Juan de la Peña y San Pedro el Viejo de Huesca, donde están enterrados los reyes de Aragón hasta la unión con Cataluña. En el primero hay también reyes del reino de Pamplona, de cuando el territorio era navarro.
- Santes Creus y Poblet, reyes de la Corona de Aragón.
- Ripoll, con los condes de Barcelona antes de su unión con Aragón.
- Nájera y Leyre, monasterios elegidos por las dinastías de Navarra.

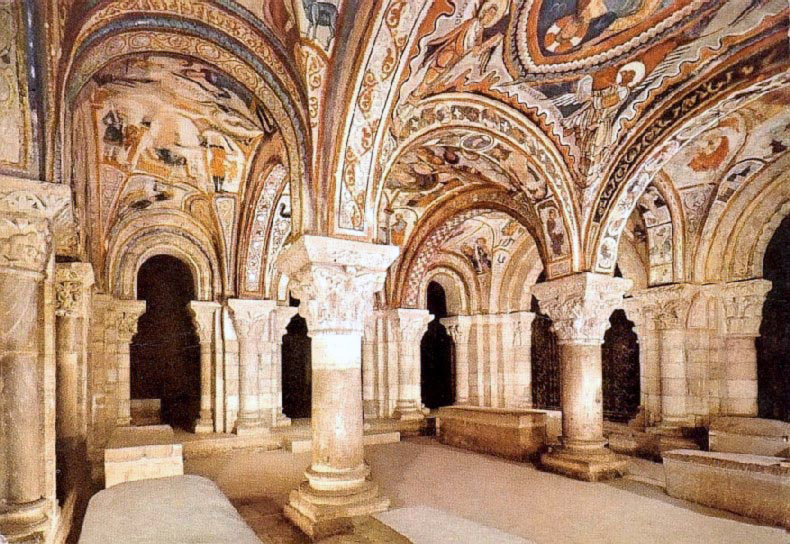
Panteón Real de San Isidoro de León.

- San Isidoro de León, donde están enterrados muchos de los reyes de León.
- San Salvador de Oña (Burgos), convertido en panteón condal y regio en la segunda mitad del siglo XII.
- Las Huelgas Reales de Burgos, lugar elegido por los monarcas castellanos.
- Cartuja de Miraflores en Burgos, donde eligió su enterramiento Juan II de Castilla y donde se enterró también a su segunda mujer y a su hijo Alfonso.
- Las Salesas de Madrid, donde yace Fernando VI (su fundador) junto con su esposa Bárbara de Braganza.
- El Escorial, considerado como prototipo en su aspecto funerario, aunque es el más moderno de todos. Allí se encuentran los panteones de las familias reales de los Austrias y los Borbones.
- San Román de Hornija, en Valladolid, cuyo origen fue un cenobio visigodo fundado por Chindasvinto para su propio enterramiento y el de su esposa Reciberga (o Reciwerga).

Entre los monasterios con panteones o enterramientos familiares de la nobleza, cabe distinguir:
- Monasterio de Loeches con el enterramiento del conde-duque de Olivares y sus descendientes los duques de Alba. Se trata de una capilla lateral.
- San Francisco de Guadalajara, con los duques del Infantado que construyen una cripta.
- San Jerónimo de Granada, cuyo fundador, el Gran Capitán, quiso enterrarse allí.
- San Jerónimo de Cotalba en Alfahuir, (Valencia), donde están enterrados los infantes Juan y Blanca de Aragón.
- Monasterio del Parral en Segovia, que mantiene la tumba del marqués de Villena.
- Monasterio de Santa Paula de Sevilla, con los marqueses de Montemayor.
- Monasterio de Santa María la Real de Nájera, que tiene un importante panteón de Caballeros.
- Monasterio de Porta Coeli en Valladolid, con el enterramiento de su promotor y benefactor Rodrigo Calderón, valido del duque de Lerma.
- Monasterio de San Pedro de Cardeña, donde fue enterrado El Cid, cuya familia estaba especialmente vinculada a él (su mujer e hijas se refugiaron en él durante su destierro). En la guerra de Independencia fue saqueado por el ejército francés y su tumba profanada.

### Monasterios (o conventos) como centro de enseñanza
Estos monasterios tienen su principal actividad en la enseñanza y educación de escolares, de lo que se ocupa la propia comunidad. Las dependencias y el modo de vida religioso no se diferencian de los demás monasterios; solo son distintas sus horas de trabajo pues en lugar de cultivar la tierra, su labora va encauzado a la instrucción y educación. Ejemplos de este tipo de monasterio son el convento de Santo Domingo como Universidad de Orihuela (conocido como Colegio de Santo Domingo) y el convento de San Esteban de Murcia.
Las grandes universidades (Universidad de Salamanca, Universidad de Valladolid y Universidad de Alcalá) estuvieron estrechamente vinculadas al clero regular, a través de las órdenes religiosas que controlaban sus Colegios, sobre todo dominicos y agustinos, a los que se añadieron los jesuitas desde el siglo XVI. En las ciudades universitarias hubo importantes fundaciones monásticas o conventuales, como el dominico Convento de San Esteban de Salamanca.

### Monasterio o convento urbano
En general se denomina convento a aquellos monasterios que se ubican dentro del casco urbano y que además suelen pertenecer a las llamadas Órdenes Mendicantes; pero no debe tomarse como una regla general pues a veces estos conventos no se edifican dentro sino fuera de la ciudad, aunque desde luego en lugares próximos y nunca en plena Naturaleza y alejados de las urbes como lo vinieron haciendo los benedictinos y cistercienses, incluso los pequeños eremitorios.
Aunque en lo esencial no se distancian de los monasterios tradicionales, tienen sus propias características arquitectónicas. Los edificios no están en la mayoría de los casos rodeados por una muralla o cerca que los aísle, siendo las únicas tapias las que se levantan para el jardín o huerta. Las ventanas se asoman a las calles de la ciudad por lo que es necesario proteger la clausura con un cerramiento de celosías. Los ciudadanos tienen acceso directo al edificio de la iglesia y solo dentro de ella se hace un apartado de clausura para los religiosos (monjes o monjas). Dentro de la iglesia, el púlpito llega a ser un elemento muy importante puesto que estas congregaciones tienen como principal meta instruir y hablar directamente con los fieles.

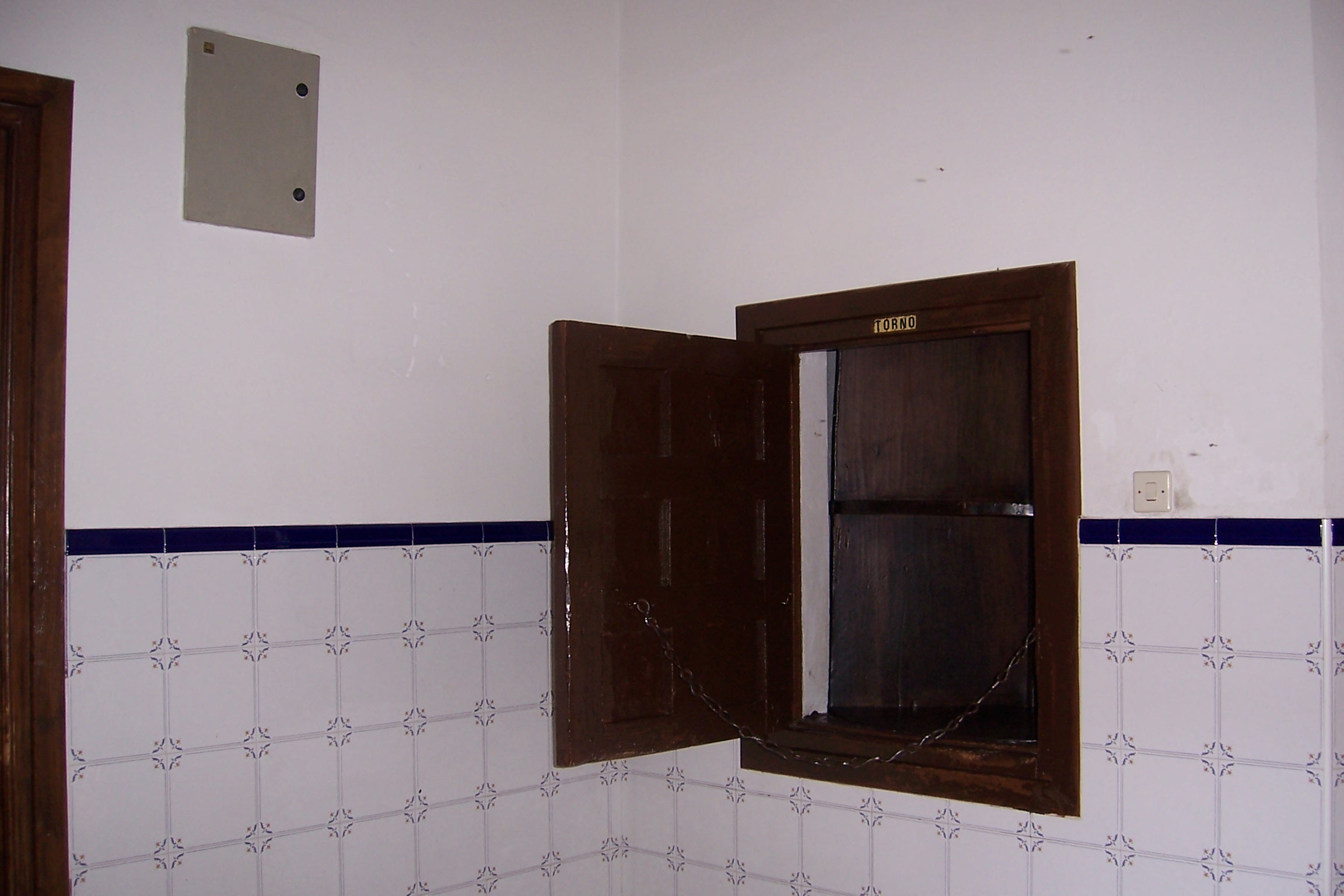
Torno de las Descalzas Reales de Valladolid

En los conventos femeninos hay otros elementos que los caracterizan, como la existencia de un torno, único elemento de contacto con el exterior desde la portería, y el hecho de construir en la iglesia (a veces) un coro alto y un coro bajo a los pies, o un coro bajo en el lateral del presbiterio, con comulgatorio provisto de reja.
La mayor cantidad de este tipo de conventos urbanos proliferó durante los siglos XVI y XVII en todo el territorio español.

### Decadencia y eventos acaecidos en los monasterios españoles

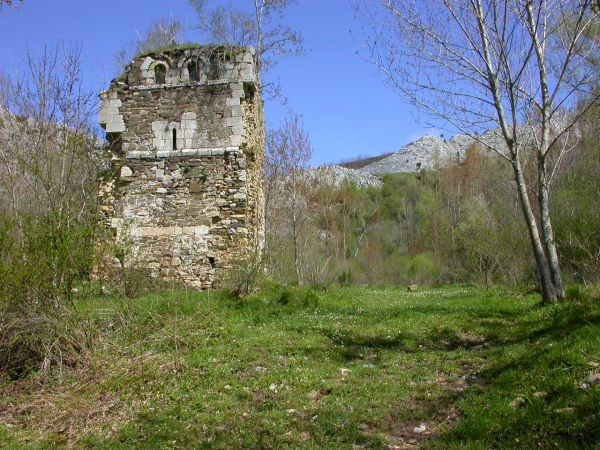
Torreón del Monasterio de San Román de Entrepeñas, lo único que queda en pie después de la Desamortización de Mendizábal.

Muchos de los cenobios hispanos fueron abandonados, olvidados y perdidos, algunos incluso en la memoria histórica. Los monasterios medievales se fueron manteniendo, aunque algunos sufrieron expolios e incendios, recuperándose de estas pérdidas con nuevas reconstrucciones.
El siglo XIX fue decisivo para la conservación de estos edificios monacales. La Guerra de la Independencia Española aportó gran número de calamidades, siendo elegidos estos lugares para acuartelamiento y aprovisionamiento de tropas francesas y en algunos casos las iglesias fueron convertidas en caballerizas o cocinas. Se hizo fuego para calentarse y cocinar, con las subsiguientes consecuencias. Muchos de los sarcófagos fueron profanados en busca de posibles tesoros o por el solo placer de destruir, aparte del expolio y robo de obras de arte que conlleva el ambiente especial de una guerra. En algunos casos, la destrucción fue planificada conscientemente con un fin de transformación social: tal fue el caso de la demolición de conventos en Madrid o el convento de San Francisco (Valladolid).

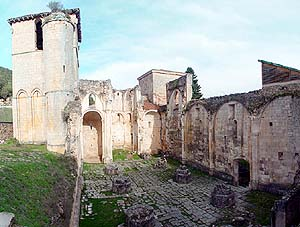
Ruinas del Monasterio de San Pedro de Arlanza.

Tras unos años de paz, restauración de edificios y recuperación de obras desperdigadas, los monasterios se vieron de nuevo envueltos en los avatares de las Guerras Carlistas, por la identificación entre el bando carlista y el clero, entre los que destacó la quema de conventos de 1835, que incluyó una matanza de frailes. Finalmente, en este mismo siglo, las distintas desamortizaciones terminaron con el patrimonio de la mayoría de los monasterios medievales. Muchas de sus iglesias se salvaron porque pasaron a ser parroquias que tomaron una nueva vida. En algunos casos, distintas instituciones provinciales o particulares salieron al paso ideando museos donde poder guardar las piezas artísticas rescatadas, incluso partes de su arquitectura. Las ruinas monásticas pasaron a convertirse en un tópico del romanticismo, y poetas y músicos buscaban inspiración en ellas. Son destacables las estancias de Fryderyk Chopin y George Sand en la secularizada Cartuja de Valldemosa (Mallorca) y de los hermanos Gustavo Adolfo Bécquer y Valeriano Domínguez Bécquer en el cisterciense Monasterio de Veruela (Zaragoza).
En el último cuarto del siglo XIX, con la Restauración, se produjo un clima político más favorable a la fundación de nuevas órdenes religiosas y la restauración de las antiguas, y algunos monasterios pudieron reavivar la vida monacal.
En el primer tercio del siglo XX, encrespado el ambiente político y social por coyunturas críticas, salió de nuevo a la luz el anticlericalismo español en momentos como la Semana Trágica de Barcelona de 1909. En 1910 se promulgó la Ley del candado que impedía el establecimiento de nuevas congregaciones religiosas. En 1931, al poco de proclamarse la Segunda República Española tuvo lugar una nueva quema de conventos; aunque mucho más graves fueron las destrucciones durante la guerra civil española, con miles de víctimas entre el clero.
En el último cuarto del siglo XX, tanto el Estado español como estamentos particulares (Cajas de Ahorro, Asociaciones, Patronatos, etc.) tomaron conciencia del gran patrimonio monacal ruinoso que se perdía, grandes edificios abandonados o mal cuidados pero que aun mantenían en pie parte de su arquitectura y comenzó el afán por otorgarles un sentido y una utilidad, como rehabilitación para museos, casas de cultura, escuelas de capataces o de granjas, etc.

## El conjunto arquitectónico de los monasterios españoles
El monasterio y sus dependencias acabó de consolidarse con la orden benedictina de Cluny en época del románico, en la Alta Edad Media. Los monjes de Cluny se extendieron por toda Europa fundando los monasterios cuya estructura arquitectónica sería en adelante el ejemplo a seguir, con pequeñas variantes en algunas órdenes monacales. De una manera general y teniendo siempre en cuenta las posibles diferencias, se pueden describir someramente las partes del complejo monástico español.

### Signos externos de los edificios
En muchos monasterios o conventos suele ser habitual la construcción de cruceros o de pequeñas ermitas que servían como humilladero, ubicadas en la gran extensión de la huerta. También lo es la construcción de fuentes y del pozo que se suele abrir en el centro o en un lateral del patio.
En los muros aparece repetidamente la imagen del santo patrono de la orden correspondiente o la advocación titular de la iglesia. A veces se mantiene la advocación original de la fundación del monasterio y otras veces se cambia al recibir las reliquias de algún santo local o foráneo.
Como decoración escultórica abundan los escudos entre los que se encuentran los de la orden monacal que corresponda, los de los reyes o nobles fundadores o patrocinadores, los episcopales (cuando ha lugar) y la armas de la ciudad. También es frecuente ver figuras representando al fundador.
Un complemento importante es la torre o la simple espadaña cuyas campanas hacen las veces de reloj municipal. El lenguaje de las campanas fue muy importante durante la Edad Media y Renacimiento pues además de representar el tiempo era el pregonero que anunciaba los acontecimientos.

### La iglesia
Las iglesias de los monasterios presentan algunos rasgos que las diferencian de aquellas del clero secular, sobre todo en lo que se refiere a los coros, sacristías y celdas penitenciales. En todo lo demás siguen las mismas normas y su espacio está destinado a practicar la liturgia, siendo el centro de vida espiritual y religiosa de las comunidades.
Siempre se orientan al este, como el resto de las iglesias cristianas (salvo en aquellos casos en que la toponimia obliga a otra colocación). Su planta es de cruz latina, con crucero y ábside o ábsides. Suelen tener tres puertas: la principal a los pies, que da acceso al exterior, otra abierta en uno de los muros laterales para dar paso al claustro (con uso exclusivo de los monjes) y una tercera ubicada en el crucero, que conduce a la sacristía.

#### Capillas y altares laterales
En los monasterios masculinos existe una gran cantidad de capillas o simplemente altares emplazados en espacios pequeños, debido a la obligación que tenían los monjes de decir misa diaria cada uno. Sin embargo en los monasterios femeninos no existe esta necesidad pues cuentan con un solo capellán para toda la comunidad. Este razonamiento es aplicable a las sacristías, que son muy espaciosas en los monasterios masculinos ya que en ellas se revisten a la vez varios oficiantes.

#### Presbiterio

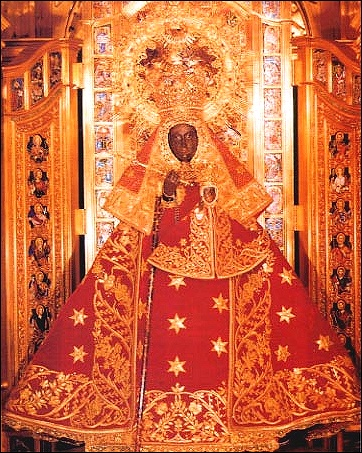
Camarín de la Virgen de Guadalupe.

Es el lugar donde se coloca el altar mayor y el retablo (en la época en que se instalan retablos) que suele estar presidido por la escultura del santo patrón del monasterio. En algunos, esta imagen se encuentra metida en un camarín cuya trasera está adecuada a la visita y peregrinación de los fieles. Tal es el caso del monasterio de la Virgen de Guadalupe.

#### Coro
En los monasterios españoles es costumbre que el coro se encuentre en medio de la nave central de la iglesia, separado del presbiterio por la nave del crucero. También puede ubicarse en el ábside, tras el altar mayor, rodeando la pared circular. El coro en el centro de la nave es un espacio acotado que suele estar rodeado por una reja. Dentro, está amueblado con la sillería que por lo general es de gran importancia artística pues su elaboración se solía encargar a artistas consagrados. Tanto los tableros de los respaldos como los reposabrazos y misericordias están profusamente adornados con tallas que siguen programas iconográficos de símbolos de animales, mitología, alegorías, escenas cotidianas, etc. En el centro del coro se halla un mueble llamado facistol que sirve de soporte al gran libro litúrgico de música coral, escrito con grandes caracteres para que pueda ser leído desde lejos por los monjes. En un lateral se encuentra el órgano, instrumento musical por excelencia.

### El claustro
El claustro medieval español por antonomasia es el benedictino cuyo patrón se difundió por toda la Europa cristiana. Su construcción consta de cuatro galerías llamadas pandas, una de ellas pegada a la nave sur o nave norte de la iglesia. La panda este se dedica siempre a la sala capitular y alguna otra pequeña dependencia. La panda oeste alberga por lo general la cilla y la zona de legos, y la panda frontera a la iglesia tiene el refectorio, calefactorio y cocina y en algunos monasterios la sala llamada de profundis que hace de paso para el refectorio y donde los religiosos entonan el salmo

«De profundis clamavi ad te Dominum…»
Salmo 130 (129)

### Enfermería, botica y jardín de plantas aromáticas
Una de las ordenanzas más claras y más insistentes de San Benito era la de ejercer la caridad para con los enfermos pobres. Con este fin se crearon muchos hospitales en el mismo recinto del monasterio o en espacios algo alejados. Dentro del monasterio existía la enfermería que usaban los propios frailes o, en ocasiones, algún visitante enfermo. Como complemento para la enfermería se fueron creando las boticas y para suministrar productos a estas boticas se crearon los jardines de plantas aromáticas o jardín de la botica. El monasterio quedaba así autoabastecido para el capítulo de la salud. En algunos casos fue preciso crear una farmacia aun mayor que pudiera atender a las necesidades requeridas por el pueblo o la aldea que se había ido formando alrededor del monasterio. Así ocurrió con la botica del monasterio de Santo Domingo de Silos que se fundó en 1705 a petición del pueblo de Silos. Llegó a ser una botica famosa y reconocida en la región y hoy (año 2007) se conserva bastante bien y se muestra como museo y como ejemplo y estudio de lo que fue una botica monacal. Tiene la particularidad de conservar el botamen fabricado en Talavera de la Reina, especialmente para este centro, con el escudo heráldico del monasterio.
De los jardines aromáticos cultivados por los monjes se tiene noticia escrita de muchos de ellos. En el monasterio de Santa María de Matallana en la provincia de Valladolid, tras la reconstrucción de sus ruinas se recuperó el espacio que los monjes habían dedicado a este jardín, sembrando las plantas que se sabía que habían estado en ese mismo lugar. Otra botica importante fue la del monasterio de San Julián de Samos en la provincia de Lugo; todavía se muestra como museo.
Las boticas estaban atendidas por los propios monjes especializados. En ellas se llevaba a cabo todas las labores pertinentes para la fabricación de medicamentos, ungüentos, y licores tanto medicinales como de otro tipo. En muchas de estas boticas se conservan entre otros utensilios, los alambiques usados para las destilaciones.

### Scriptorium (escritorio) y biblioteca
En la Alta y Baja Edad Media la cultura estaba en manos de los monjes de los monasterios. Era allí donde se fraguaba la literatura y la ciencia, donde se escribían libros, o se copiaban manuscritos y donde se hacían traducciones. Muchos de estos monasterios de alta cultura tenían sus propios scriptoria, en una zona recogida y bien ambientada, amueblada con pupitres, atriles y estanterías y dotada de cálamos, pergaminos, tintas y distintos utensilios necesarios para la escritura y la pintura de miniaturas. A juzgar por los manuscritos iluminados que se conservan en Cataluña se sospecha que el número de monasterios con escritorios debió ser abundante. El Real Monasterio de Santa María de Vallbona tuvo un escritorio importante de donde salieron grandes ejemplares. También su biblioteca fue muy afamada.

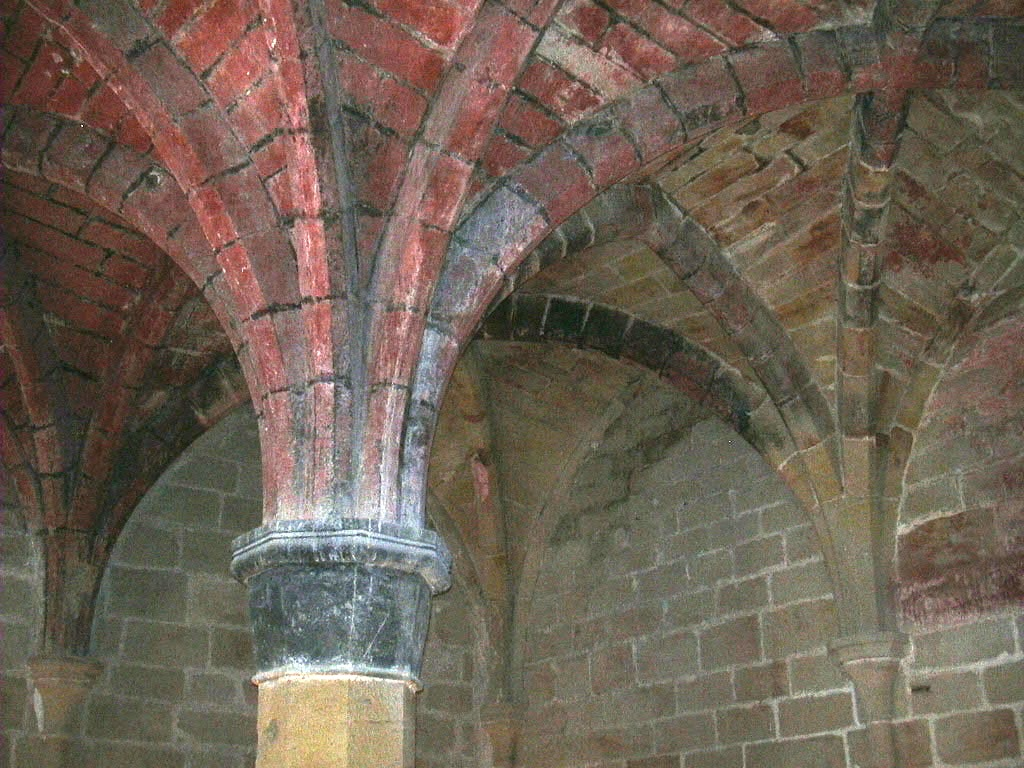
Escritorio del monasterio de Rueda

En el monasterio de Montserrat existe una buena biblioteca a pesar de los avatares de guerras e incendios, que cuenta con 400 incunables. Del escritorio de Real Monasterio de Nuestra Señora de Rueda en Aragón todavía se conserva su espacio.
Otra biblioteca a tener en cuenta fue la de Santa María de Huerta, en Soria cuyo salón fue construido en el siglo XII y decorado en el siglo XVII. En el monasterio de Valvanera perdura aun su rica biblioteca donde se conservan documentos que hablan de un ejemplar que hubo de la Biblia Políglota de Valvanera; Felipe II se lo llevó a El Escorial y allí desapareció en un incendio. En Galicia el célebre monasterio de San Julián de Samos tenía una gran biblioteca que se quemó en un incendio a finales del siglo XX. Famosa y abundante es también la biblioteca de El Escorial.

### Cementerio para monjes
Por lo general los monjes eran enterrados en las pandas de los claustros donde se construía una cripta. Los monjes cistercienses se enterraban directamente en la tierra (sin ataúd) y bocabajo. Los abades eran enterrados en la sala capitular.

### Otras dependencias
Una de las zonas más importante en un monasterio es la huerta, ya sea grande o pequeña. Es el abastecimiento para la subsistencia, por lo que era tratada con sumo cuidado. Los monasterios grandes tenían huertas enormes con todo tipo de instalaciones, como fuentes, canales y norias. En algunos conventos de órdenes menores se solían construir pequeñas ermitas u oratorios donde acudían por épocas los monjes para hacer penitencia y retiro espiritual.
A veces se construían hospederías fuera de la zona de clausura. Con el paso del tiempo y con la autoridad cada vez mayor del abad fue costumbre edificar su casa aparte, lugar donde recibía las visitas importantes.
En los grandes monasterios no solo había abastecimiento para la subsistencia sino para una poderosa economía; había talleres de todo tipo, ferrerías, molinos, alfarerías, lagares, etc.

## Patrimonio
Pese a los grandes avatares sufridos por los monasterios españoles (incendios, robos, expolios, desamortizaciones, desidia) se conserva aun un cuantioso patrimonio de arte mueble.
Desde su origen las fundaciones de los monasterios trataron de que la casa fuera de lo más austero, sin admitir signos externos de riqueza. Pero mantener este criterio fue prácticamente imposible debido a la voluntad de los fundadores laicos, patrocinadores y donantes que consideraban sus regalos como algo muy especial que iba a demostrar su puesto en la sociedad, su poder, o simplemente su buen gusto. Por otro lado, los enterramientos elegidos por estos personajes ya constituían por sí solos una demostración de lujo y valor artístico. Por todo esto los monasterios fueron acumulando a lo largo de los siglos un patrimonio rico en obras de arte, ostentación de la que no pudo librarse ni siquiera la orden de cartujos, considerada como la más estricta y dura.
En el Renacimiento y en época barroca se construyeron los grandes retablos de las capillas mayores y los de menor tamaño en otras capillas, siguiendo el nuevo concepto de vida litúrgica post-contrarreformista. Así surgieron retablos como el del escultor Damián Forment en el monasterio de Poblet, que resultó de un gasto tan elevado que propició la revuelta de sus monjes contra el abad. Otro ejemplo de retablo grandioso se dio en el monasterio de San Benito el Real de Valladolid, obra maestra de Alonso Berruguete, cuyas tallas se guardan en la actualidad (año 2007) en el Museo Nacional de Escultura de esta ciudad.
Las sacristías fueron especialmente enriquecidas no solo con los muebles necesarios sino con adornos de obras de pintores famosos, generalmente rodeados con marcos valiosos. También en los muros de las iglesias o de los claustros o de las escaleras y pasillos de los edificios se colgaron pinturas que los reyes o la nobleza encargaban a sus pintores favoritos para enriquecer su patronazgo.
Son todavía numerosas las piezas litúrgicas, grandes obras de orfebrería, que se guardan en muchos monasterios expuestas en vitrinas, así como los elementos textiles de ternos, casullas y otras vestimentas. Algunos monasterios son por sí solos un auténtico museo de obras de arte, como ocurre con las Descalzas Reales de Madrid. Otros han abierto dentro de sus muros (aprovechando antiguas estancias) un museo donde colocar piezas perdidas y recuperadas; tal es el caso de Poblet cuyo museo ocupa la zona que fue del Palacio del rey Martín el Humano en Poblet. En cuanto al tesoro que supone la conservación de libros valiosos, ya se hace una referencia en la sección Bibliotecas.

## Algunos monasterios destacables
Algunos monasterios tienen una historia especialmente destacable o simplemente curiosa. La corta relación que se hace aquí no implica que estos monasterios sean los mejores o los más importantes sino simplemente que tienen en su historia algo diferente que ofrecer.

### Monasterio de San Benito el Real de Sahagún
Tuvo tal importancia y tal poder que se le ha llegado a llamar el Cluny español. Fue el monasterio benedictino más poderoso y arrogante de la Edad Media en el Reino de León. Protegido y promocionado por el rey Alfonso VI que entre otros privilegios le concedió el de coto, protegido también por doña Urraca que le dio el derecho a acuñar moneda propia y favorecido por el rey Alfonso VII que le hace donación de los judíos de la villa en calidad de vasallos. Su patrimonio acabó abarcando parte de las actuales provincias de León, Valladolid, Palencia, Zamora y Cantabria, contando así con un número enorme de vasallos bajo su jurisdicción, mucho más numerosos que los que tenían algunas gentes principales de la época. Desde el punto de vista religioso, Sahagún fue el centro donde se implantó oficialmente y por primera vez (a instancias del papa Gregorio VII) la nueva liturgia romana en sustitución de la antigua hispana de rito mozárabe. El padre Sandoval y el padre Yepes llegan a enumerar hasta 60 monasterios y una gran cantidad de iglesias que dependían de Sahagún. Además de que su influencia llegaba desde Toledo a Cantabria y desde La Rioja a Galicia.

### Monasterio de San Benito el Real de Valladolid
Su fundación en el año 1389 supuso una nueva reforma de la orden benedictina bajo la protección real de Juan I y la bendición del papa Clemente VII, ya que de nuevo se había apoderado la relajación en las costumbres de los monjes negros que, olvidando la estricta regla de San Benito, llegaron incluso a dormir fuera de los monasterios. Aquí se instauró una vida religiosa ejemplar sometida a la regla de San Benito. La clausura fue la característica de este monasterio, no solo desde el punto de vista espiritual sino también físico, ya que se instaló doble reja en los vanos. Desde el principio se estableció con dureza y autoridad la abstinencia perpetua, el ayuno diario, severidad en los hábitos y en las habitaciones, generosidad con los más necesitados a la hora de compartir alimentos, dinero y leña. El ejemplo de este monasterio vallisoletano cundió pronto a lo largo del siglo XV y al amparo de la reforma varios monasterios benedictinos pasaron a depender de este vallisoletano, hasta tal punto que surgió la Congregación de San Benito de Valladolid, tras la bula del papa Alejandro VI. Para este fin hubo un gran número de capítulos generales en que se redactaron las Constituciones pertinentes.

### Monasterio de Poblet
Fundación del conde de Barcelona Ramón Berenguer IV. Formó parte de las cuatro grandes abadías cistercienses de la cristiandad junto con Claraval (en el valle de Absinthe, Francia), la Gran Selva (en Languedoc), Fontfreda (cerca de Narbona). En 1340 Pedro el Ceremonioso mandó crear el panteón real y nobiliario, con lo que se convirtió en un importante centro de enterramiento. Los abades de Poblet llegaron a ser muy poderosos formando parte del estamento eclesiástico que tenía potestad en las Cortes Generales. Hubo algún abad que llegó incluso a ser presidente de la Generalitat. La intervención de estos abades en las guerras catalanas se hizo patente.

### Monasterio de La Rábida

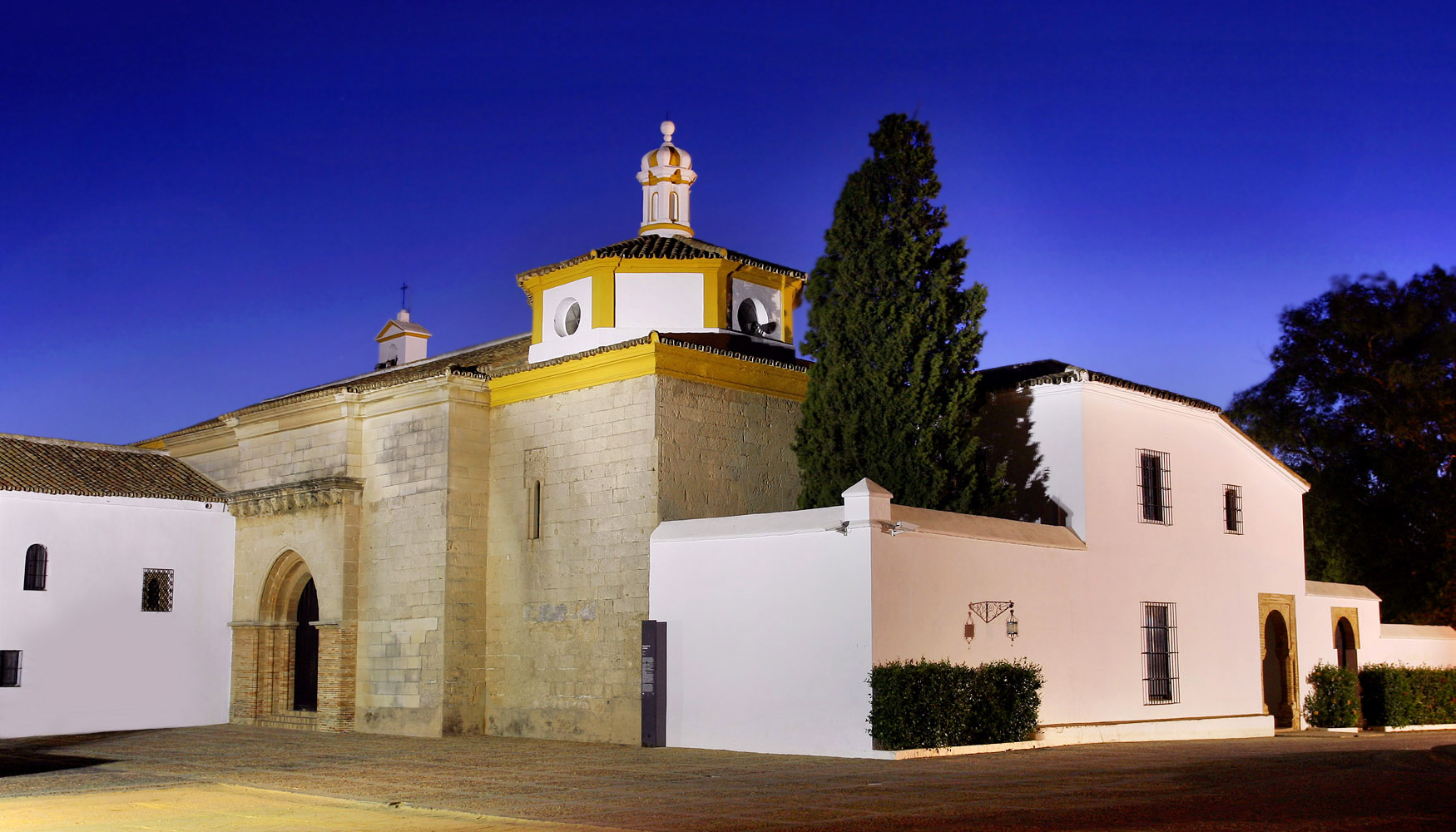
Monasterio de La Rábida.

Es un monasterio franciscano en el término municipal de Palos de la Frontera, en la provincia de Huelva. Este fue un lugar importante para la historia de España pues en su clausura tuvieron lugar las largas conversaciones entre los frailes Fray Antonio de Marchena y Fray Juan Pérez y Colón durante las cuatro visitas que hizo. Los frailes ayudaron y apoyaron a Colón ante los Reyes Católicos. Se encuentra en la ruta llamada Lugares colombinos.

### Monasterio de San Millán de la Cogolla
En este pequeño y humilde monasterio se escribió por primera vez las anotaciones o glosas llamadas Glosas Emilianenses, escritas en romance (un castellano poco evolucionado todavía respecto del latín) y dos o tres en euskera, por lo que se ha considerado la cuna de dichas lenguas.

### Monasterio de Guadalupe
Contó con un afamado scriptorium que dio lugar a una serie de libros miniados muchos de los cuales se conservan en el museo del monasterio. Es de interés resaltar la imagen de la Virgen de Guadalupe a la que se tuvo desde la Edad Media una considerable devoción que fue trasladada por los descubridores extremeños a tierras americanas. Sobre todo en México goza de una gran veneración. 
El monasterio es un lugar de peregrinación y se sabe de personajes históricos que pasaron por él en calidad de peregrinos: Cristóbal Colón, Hernán Cortés, el rey Sebastián de Portugal, Teresa de Jesús, Lope de Vega y el papa Juan Pablo II (en 1982).

### Monasterio de Santo Toribio de Liébana
Fundado en el siglo VI en la cántabra comarca de Liébana, acoge desde el siglo VIII una reliquia del Lignum Crucis (supuestamente el mayor fragmento conservado). En esa misma época el monje Beato de Liébana escribió dos obras de gran trascendencia: los Comentarios al Apocalipsis (de los que se conservan varios ejemplares valiosísimos con ilustraciones) y la refutación de la herejía adopcionista que se había extendido entre los cristianos mozárabes bajo ocupación musulmana (obispo Elipando de Toledo). Periódicamente se celebra un jubileo o Año Santo Lebaniego.

### Monasterio de San Salvador de Tábara

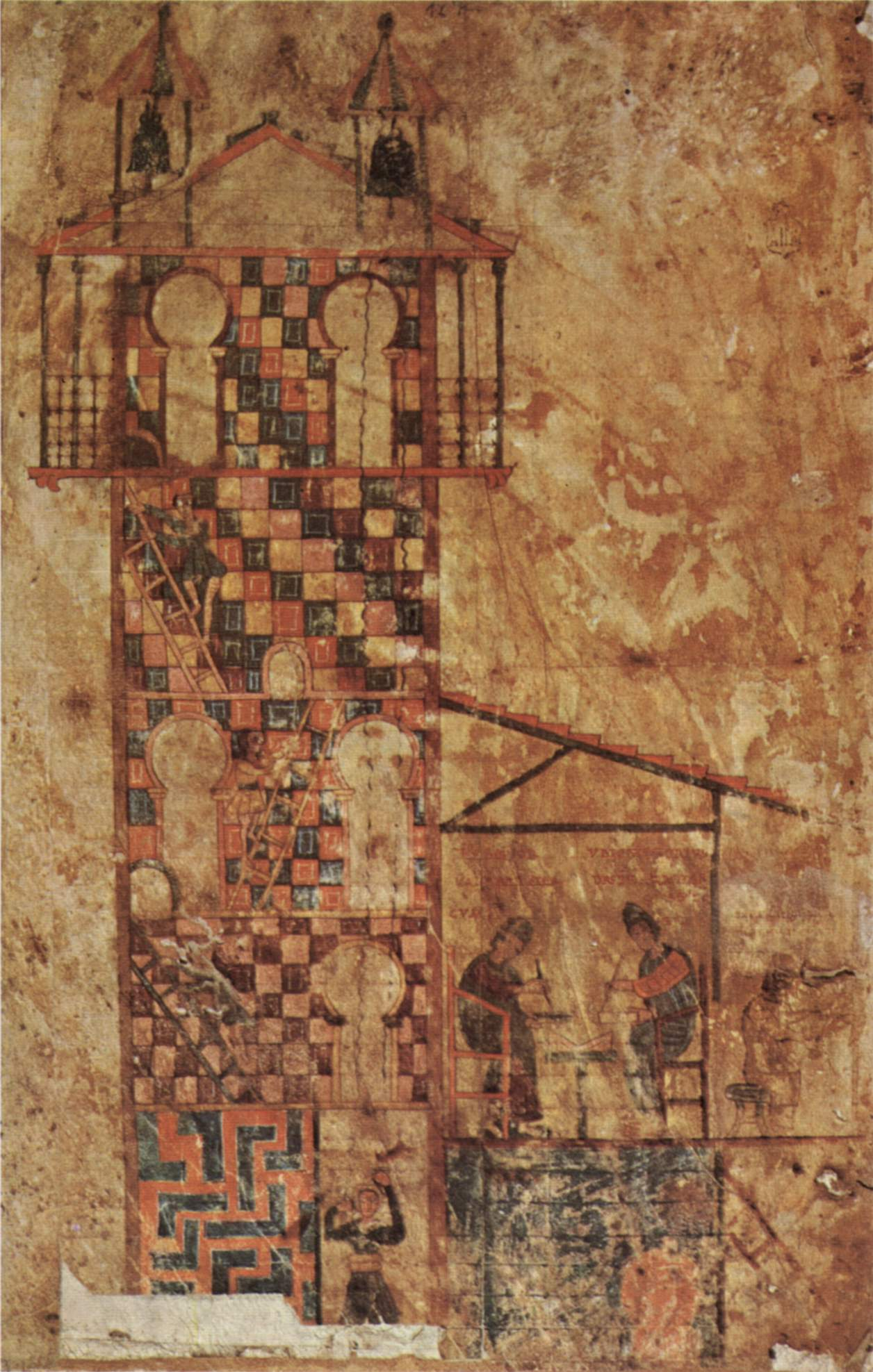
Ilustración donde se muestra la Torre de Tábara y también el scriptorium.

Fue un monasterio dúplice de monjes y monjas, de tradición visigoda, fundado por el abad Froila, bajo el patronazgo de Alfonso III y ubicado 43 km al noreste de Zamora. Las excavaciones de la torre sacaron a la luz dos columnas y un arco que daba acceso a la sala inferior de dicha torre. En esta torre estaba el scriptorium donde el monje Emeterio terminó de iluminar con miniaturas el Beato de Tábara, iniciado por su maestro Magio. El mismo Emeterio escribe la siguiente consideración:

¡Oh torre de Tábara, alta torre de piedra! Es ahí, en la parte más alta y en la primera habitación de la biblioteca, donde Emeterio estuvo sentado y encorvado sobre su tarea, a lo largo de tres meses, quedando todos los miembros baldados por el trabajo del cálamo. Terminose este libro el 6 de las Calendas de Agosto, el año 1008 de la era hispánica, a la ochava hora”.

Este comentario junto con un dibujo en que se aprecia el lugar de trabajo en la torre han sido muy valorados por dar una idea muy buena de cómo era dicho trabajo en los monasterios.

### Monasterio de El Palancar
Fundado por San Pedro de Alcántara en Pedroso de Acim (provincia de Cáceres) en 1557, era considerado el más pequeño del mundo. Ampliado posteriormente, se conserva la zona original con la denominación de el conventico. En un espacio diminuto, se construyeron varias piezas: una capilla para los oficios donde solo cabía el oficiante y un acólito, y adosada la celda del fundador, que describe Santa Teresa de Jesús de esta manera:

Paréceme fueron cuarenta años los que me dijo había dormido sola hora y media entre noche y día, y que éste era el mayor trabajo de penitencia que había tenido en los principios de vencer el sueño; y para esto estaba siempre o de rodillas o en pie. Lo que dormía era sentado y la cabeza arrimada a un maderillo que tenía hincado en la pared. Echado, aunque quisiera, no podía, porque su celda –como se sabe– no era más larga de cuatro pies y medio.
Libro de su vida

### Monasterio de El Parral

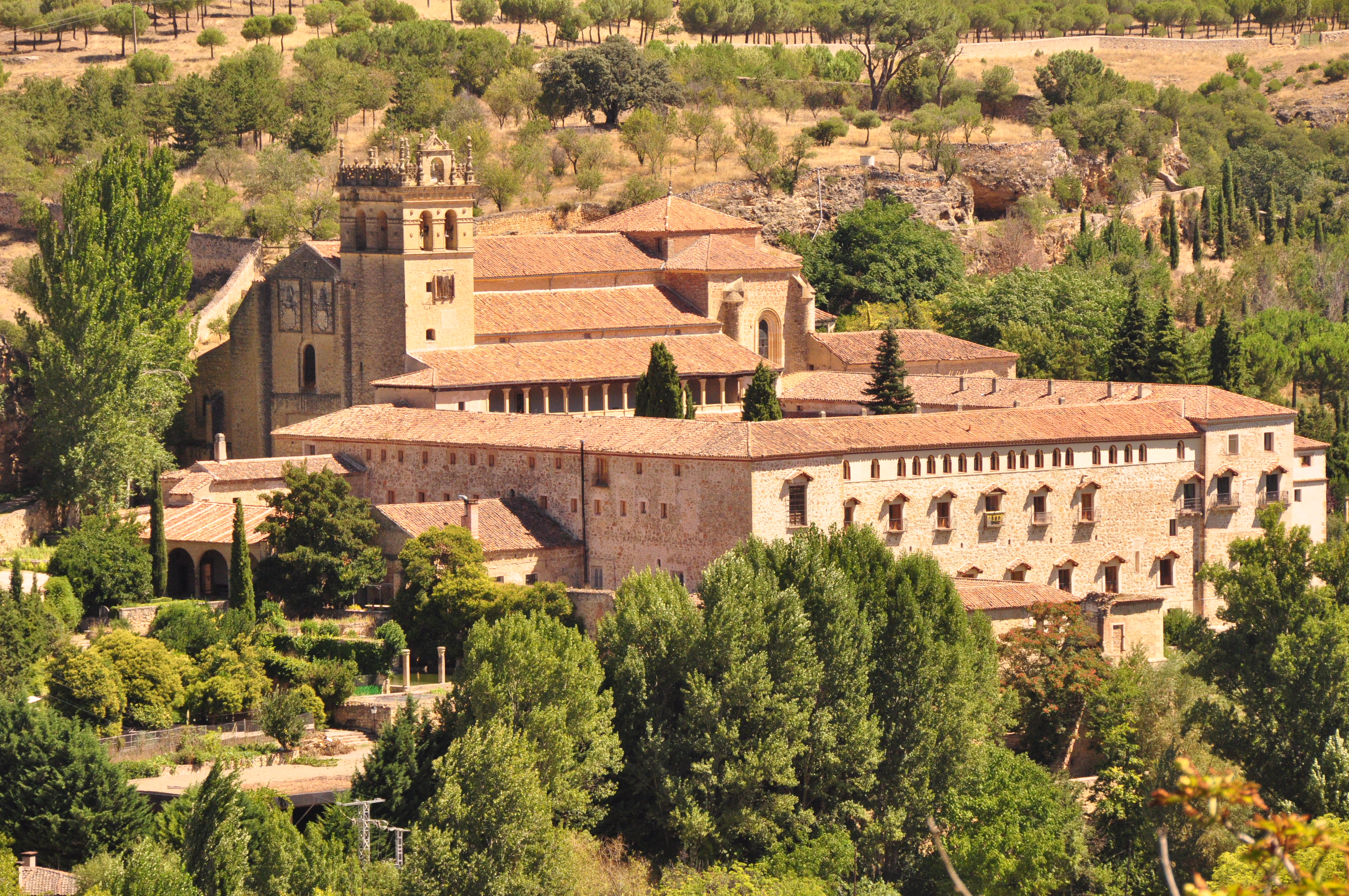
El Monasterio de Santa María del Parral, en Segovia.

El monasterio de Santa María del Parral es un monasterio de clausura de los monjes de la Orden de San Jerónimo ubicado en la ciudad de Segovia, capital de la provincia del mismo nombre en la comunidad autónoma de Castilla y León. El monasterio de El Parral se encuentra a extramuros de la ciudad y mantiene el uso para el que fue creado perteneciendo desde su origen a la actualidad a los monjes jerónimos.
Los diferentes edificios que componen el conjunto monacal están distribuidos en torno a varios claustros de estilos gótico, mudéjar y plateresco. Lo mandó construir el rey Enrique IV de Castilla en 1447. El monasterio de Santa María del Parral, junto con el convento de dominicos de Santa Cruz y con el convento franciscano de San Francisco, del que resta el claustro, conforma la trilogía de la arquitectura de primera calidad de la Segovia del siglo XV.

### Monasterio de El Escorial
Concebido no solo para monasterio sino como residencia real y como panteón de reyes de las casas de Austria y Borbón. Es un monasterio mundialmente conocido y admirado. Su arquitectura herreriana supuso una revolución en el arte español. Conserva grandes tesoros y su biblioteca y su pinacoteca están consideradas como espacios con colecciones muy ricas y valiosas.

### Monasterio del Valle de los Caídos
Situado en la sierra de Guadarrama de Madrid, motivó en los años de su edificación un gran impacto social, no solo por la proporción inmensa de la obra sino por su construcción y por el destino que se iba a dar a la parte de enterramientos.

## El monasterio español en elsigloXXI
Muchos monasterios han ido desapareciendo a través de los siglos y no se halla ningún vestigio de su construcción. Sin embargo, de algunos puede hacerse una descripción gracias a los investigadores que han tenido acceso a los documentos relacionados. En algunos casos solo se habla de historia, pero en otros casos se conservan contratos o compras que refieren con bastante exactitud los edificios. De una gran parte de los monasterios solo queda la iglesia como testigo del complejo que pudo ser. En otras ocasiones se presentan como ruinas que poco a poco se van rehabilitando generalmente para dedicar a algún uso fructífero. También a veces el edificio sin necesidad de haber llegado a la ruina, se ha convertido en un hotel, en un colegio o en un restaurante. En ninguno de estos casos se ha conservado como propiedad la huerta ni los edificios aledaños.
También muchos de estos monasterios medievales han recuperado su función primitiva y subsisten como comunidad de monjes o religiosas. Al no existir ya la costumbre del patronazgo ni las donaciones, estos religiosos se adaptan a la vida moderna con medios modernos y subsisten gracias a los trabajos que realizan sus miembros: elaboración de dulces, de vino y licores, de queso; cultivo de huertas pequeñas, colmenas, granjas de aves; talleres de confección de ropa, talleres de lencería fina, equipos de novia, encuadernación de todo tipo, cosméticos; lavandería, planchado, zurcido artístico, bordados; escritura de partituras, tesis doctorales, esquelas, a partir de un avanzado equipo informático; cerámica de todas clases, decoración de piezas de porcelana blanca; comida por encargo, labores agrícolas, ornamentos sagrados, formas para consagrar; cuidado de enfermos y ancianos; colegios y guardería.
Además, cerca de 250 monasterios cuentan con una hospedería para seglares que deben seguir unas normas básicas, con un coste mínimo.